# Schutzstaffel
Les Schutzstaffel (SS; també estilitzat com , amb runes Armanen; pronunciació alemanya: [ˈʃʊtsˌʃtafl̩] "Esquadró de protecció") va ser una important organització paramilitar sota Adolf Hitler i el Partit Nazi a l'Alemanya nazi, i més tard per tota l'Europa ocupada per Alemanya durant la Segona Guerra Mundial.
Va començar amb una petita unitat de guàrdia coneguda com Saal-Schutz ("Seguretat del Saló") formada per voluntaris del partit per proporcionar seguretat a les reunions del partit a Múnic. El 1925, Heinrich Himmler es va incorporar a la unitat, que llavors havia estat reformada i havia rebut el seu nom definitiu. Sota la seva direcció (1929–1945) va passar d'una petita formació paramilitar durant la República de Weimar a una de les organitzacions més poderoses de l'Alemanya nazi. Des del moment de l'ascens al poder del Partit Nazi fins a l'enfonsament del règim el 1945, les SS van ser la principal agència de seguretat, vigilància massiva i terrorisme d'estat a Alemanya i l'Europa ocupada per Alemanya.
Els dos grups constitutius principals van ser les Allgemeine SS (SS General) i les Waffen-SS (SS Armades). L'Allgemeine SS era responsable de fer complir la política racial de l'Alemanya nazi i la policia general, mentre que les Waffen-SS constaven de les unitats de combat de les SS, amb una lleialtat jurada a Hitler. Un tercer component de les SS, les SS-Totenkopfverbände (SS-TV ; " Unitats de la Calavera "), dirigia els camps de concentració i els camps d'extermini. Les subdivisions addicionals de les SS incloïen la Gestapo i el Sicherheitsdienst (SD). Van ser encarregats de detectar enemics reals o potencials de l'estat nazi, neutralitzar qualsevol oposició, vigilar el poble alemany pel seu compromís amb la ideologia nazi i proporcionar informació nacional i estrangera.
Les SS van ser l'organització més responsable de l'assassinat genocida d'entre 5,5 i 6 milions de jueus i milions d'altres víctimes durant l'Holocaust. Els membres de totes les seves branques van cometre crims de guerra i crims contra la humanitat durant la Segona Guerra Mundial. Les SS també participaven en empreses comercials i explotaven els presos dels camps de concentració com a mà d'obra esclava. Després de la derrota de l'Alemanya nazi, les SS i el Partit Nazi van ser jutjats pel Tribunal Militar Internacional de Nuremberg com a organitzacions criminals. Ernst Kaltenbrunner, el cap del departament principal supervivent de més alt rang de les SS, va ser declarat culpable de crims contra la humanitat als judicis de Nuremberg i penjat el 1946.

## Orígens

### Precursor de les SS

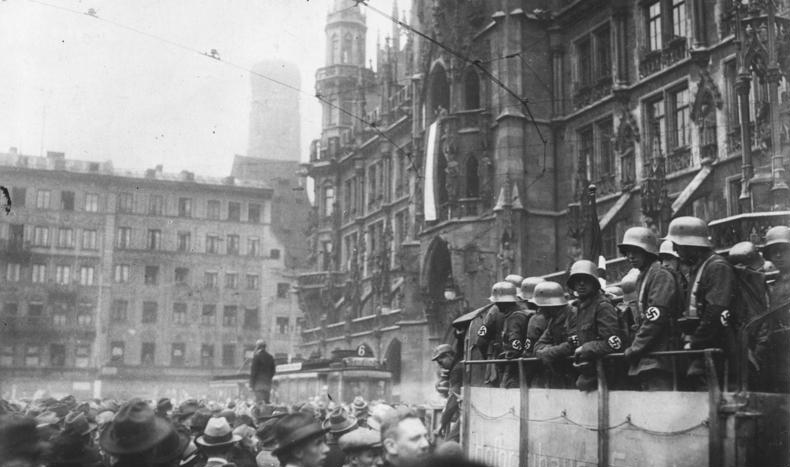
Partidaris del Partit Nazi i soldats d'assalt a Múnic durant el Putsch de la Cerveseria, 1923

El 1923, el Partit Nazi dirigit per Adolf Hitler havia creat una petita unitat de guàrdies voluntaris coneguda com Saal-Schutz (Seguretat de la Sala) per proporcionar seguretat a les seves reunions a Múnic. El mateix any, Hitler va ordenar la formació d'una petita unitat de guardaespatlles dedicada al seu servei personal. Volia que estigués separat de la "massa sospitosa" del partit, inclòs la paramilitar Sturmabteilung ("Batalló de Tempesta"; SA), en la qual no confiava. La nova formació va ser designada Stabswache (Guàrdia de l'Estat Major) . Originalment, la unitat estava formada per vuit homes, comandats per Julius Schreck i Joseph Berchtold, i es va inspirar a la Brigada Naval d'Erhardt, un Freikorps de l'època. La unitat va ser rebatejada Stoßtrupp (Tropes de Xoc) el maig de 1923.
L'Stoßtrupp va ser abolit després del fallit Putsch de la Cerveseria de 1923, un intent del Partit Nazi de prendre el poder a Múnic. El 1925, Hitler va ordenar a Schreck que organitzés una nova unitat de guardaespatlles, el Schutzkommando (comandament de protecció). Tenia l'encàrrec de proporcionar protecció personal a Hitler en les funcions i esdeveniments del partit. Aquell mateix any, el Schutzkommando va ser ampliat a una organització nacional i va rebatejar successivament Sturmstaffel (Esquadró de Tempesta), i finalment Schutzstaffel (Esquadra de Protecció; SS). Oficialment, les SS van marcar la seva fundació el 9 de novembre de 1925 (segon aniversari del Putsch de la Cerveseria). Les noves SS protegien els líders del partit a tota Alemanya. La unitat de protecció personal de les SS de Hitler es va ampliar més tard per incloure unitats de combat.

### Els primers comandants
Schreck, un membre fundador de les SA i un íntim confident de Hitler, es va convertir en el primer cap de les SS el març de 1925. El 15 d'abril de 1926, Joseph Berchtold el va succeir com a cap de les SS. Berchtold va canviar el títol de l'oficina a Reichsführer-SS (Líder del Reich-SS). Berchtold es considerava més dinàmic que el seu predecessor, però es va frustrar cada cop més per l'autoritat que les SA tenien sobre les SS. Això el va portar a transferir el lideratge de les SS al seu adjunt, Erhard Heiden, l'1 de març de 1927. Sota el lideratge d'Heiden, es va fer complir un codi de disciplina més estricte del que hauria estat tolerat a les SA.
Entre 1925 i 1929, les SS van ser considerades com un petit Gruppe (batalló) de les SA. Excepte a l'àrea de Múnic, les SS no van poder mantenir cap impuls en el seu nombre de membres, que va disminuir de 1.000 a 280 a mesura que les SA continuaven amb el seu ràpid creixement. Quan Heiden va intentar evitar que les SS es dissolguessin, Heinrich Himmler es va convertir en el seu adjunt el setembre de 1927. Himmler va mostrar bones habilitats organitzatives en comparació amb Heiden. Les SS van establir una sèrie de Gaus (regions o províncies). El SS-Gaue estava format per SS-Gau Berlin, SS-Gau Berlin Brandenburg, SS-Gau Franken, SS-Gau Niederbayern, SS-Gau Rheinland-Süd i SS-Gau Sachsen.

### Himmler nomenat

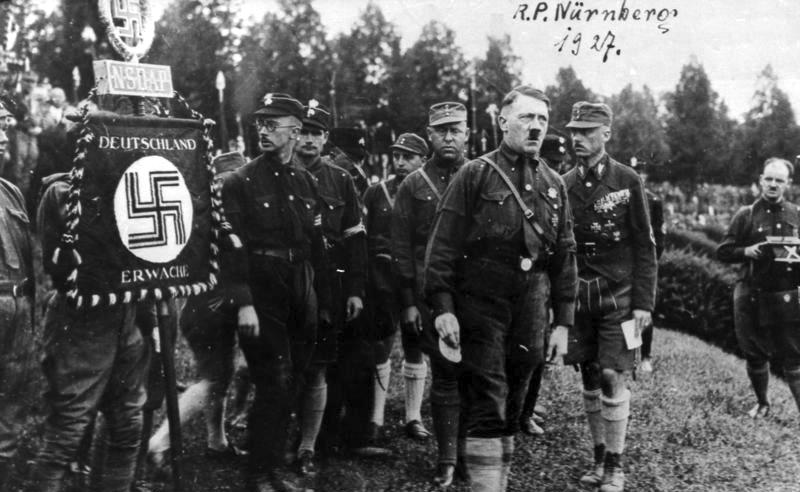
Heinrich Himmler (amb ulleres, a l'esquerra d'Adolf Hitler) va ser un dels primers partidaris del Partit Nazi.

Amb l'aprovació de Hitler, Himmler va assumir el càrrec de Reichsführer-SS el gener de 1929. Hi ha diferents relats sobre el motiu de la destitució d'Heiden del seu càrrec com a cap de les SS. El partit va anunciar que era per "motius familiars." Sota Himmler, les SS es van expandir i van guanyar un lloc més gran. Considerava les SS una organització nacionalsocialista d'elit impulsada ideològicament, una "confusió de cavallers teutons, jesuïtes i samurais japonesos". El seu objectiu final era convertir les SS en l'organització més poderosa d'Alemanya i la branca més influent del partit. Va ampliar les SS a 3.000 membres en el seu primer any com a líder.
El 1929, la SS-Hauptamt (oficina principal de les SS) es va ampliar i reorganitzar en cinc oficines principals que s'ocupaven d'administració general, personal, finances, seguretat i assumptes de raça. Al mateix temps, les SS-Gaue es van dividir en tres àrees les SS-Oberführerbereiche, a saber, SS-Oberführerbereich Ost, SS-Oberführerbereich West, i SS-Oberführerbereich Süd. Els nivells inferiors de les SS es van mantenir pràcticament sense canvis. Encara que oficialment encara es considerava una suborganització de les SA i responsable davant el Stabschef (Cap d'Estat Major de les SA), també va ser durant aquest temps quan Himmler va començar a establir la independència de les SS de les SA. Les SS van créixer en grandària i poder a causa de la seva lleialtat exclusiva a Hitler, en contraposició a les SA, que es consideraven semiindependents i una amenaça per a l'hegemonia de Hitler sobre el partit, principalment perquè reclamaven una "segona revolució" més enllà de la mateixa. que va portar el partit nazi al poder. A finals de 1933, els membres de les SS arribaven als 209.000. Sota el lideratge d'Himmler, les SS van continuar reunint més poder a mesura que s'assignaven més i més funcions estatals i de partit a la seva jurisdicció. Amb el pas del temps, les SS només van ser responsables davant Hitler, un desenvolupament típic de l'estructura organitzativa de tot el règim nazi, on les normes legals van ser substituïdes per accions realitzades sota el Führerprinzip ("Principi del Führer"), on es considerava que la voluntat de Hitler estava per sobre de la llei.
A la segona meitat de 1934, Himmler va supervisar la creació de la SS-Junkerschule, institucions on els candidats a oficials de les SS van rebre formació de lideratge, adoctrinament polític i ideològic i instrucció militar. L'entrenament va destacar la crueltat i la duresa com a part del sistema de valors de les SS, que va ajudar a fomentar un sentiment de superioritat entre els homes i els va ensenyar a tenir confiança en si mateixos. Les primeres escoles es van establir a Bad Tölz i Braunschweig, amb escoles addicionals obertes a Klagenfurt i Praga durant la guerra.

### Ideologia
Les SS eren considerades com la unitat d'elit del Partit Nazi. D'acord amb la política racial de l'Alemanya nazi, en els primers dies tots els candidats a oficials de les SS havien de proporcionar proves d' ascendència ària fins al 1750 i per a altres rangs fins al 1800. Un cop va començar la guerra i es va fer més difícil confirmar l'ascendència, el reglament es va modificar per demostrar que els avis del candidat eren aris, tal com s'especifica a les Lleis de Nuremberg. Altres requisits eren l'obediència total al Führer i un compromís amb el poble i la nació alemanys. Himmler també va intentar establir criteris físics basats en l'aspecte i l'alçada, però aquests requisits només s'aplicaven poc, i més de la meitat dels homes de les SS no complien els criteris. Es van oferir incentius com salaris més alts i cases més grans als membres de les SS, ja que s'esperava que tinguessin més fills que la família alemanya mitjana com a part del seu compromís amb la doctrina del Partit Nazi.

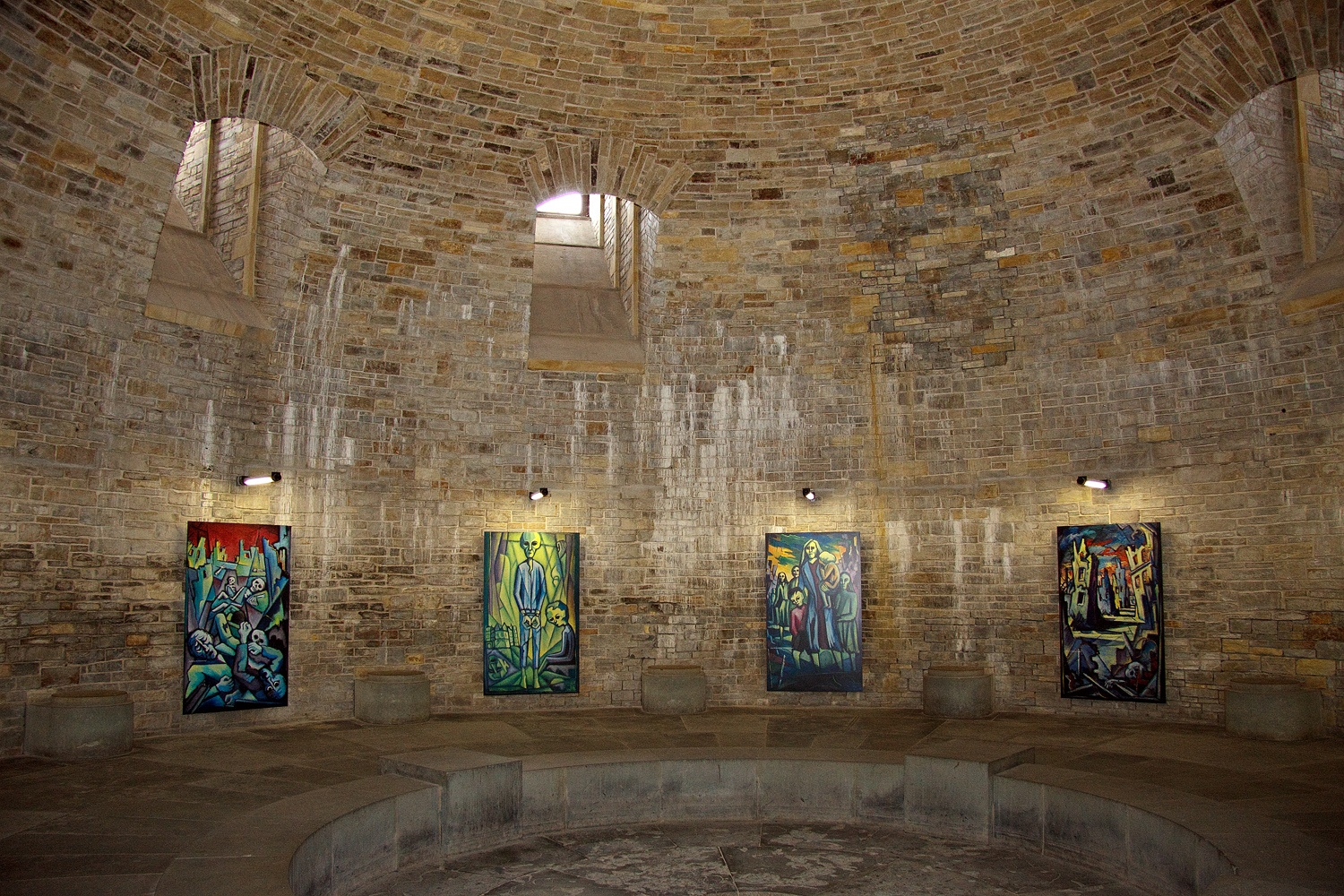
La cripta de Wewelsburg va ser reutilitzada per Himmler com a lloc per commemorar els membres morts de les SS. Ara pengen a les parets obres d'art que commemoren l'Holocaust.

El compromís amb la ideologia de les SS es va posar èmfasi al llarg del reclutament, el procés d'adhesió i la formació. Els membres de les SS van ser adoctrinats en la política racial de l'Alemanya nazi i se'ls va ensenyar que era necessari treure d'Alemanya les persones que aquesta política considerava inferiors. Els rituals esotèrics i l'atorgament de regals i insígnies per a les fites de la carrera de l'home de les SS van impregnar encara més els membres de les SS amb la ideologia nazi. S'esperava que els membres renuncien a la seva fe cristiana, i el Nadal va ser substituït per una celebració del solstici. Els casaments de l'església van ser substituïts per SS Ehewein, una cerimònia pagana inventada per Himmler. Aquests ritus i cerimònies pseudo-religioses sovint tenien lloc a prop de monuments dedicats a les SS o en llocs especials designats per les SS. El 1933, Himmler va comprar Wewelsburg, un castell de Westfàlia. Inicialment pretenia que fos utilitzat com a centre d'entrenament de les SS, però el seu paper va arribar a incloure l'acollida de sopars de les SS i rituals neopagans.
El 1936, Himmler va escriure al fullet "Les SS com a organització de lluita antibolxevic":
| « | Ens vetllarem perquè mai més a Alemanya, el cor d'Europa, la revolució jueu-bolxevic dels infrahumans es pugui encendre ni des de dins ni a través d'emissaris des de fora. | » |

La ideologia de les SS incloïa l'aplicació de la brutalitat i el terror com a solució als problemes militars i polítics. Les SS van destacar la total lleialtat i obediència a les ordres de mort. Hitler va utilitzar això com una eina poderosa per afavorir els seus objectius i els del Partit Nazi. A les SS se li va encarregar la comissió d'atrocitats, activitats il·legals i crims de guerra. Himmler va escriure una vegada que un home de les SS "no dubta ni un sol instant, sinó que executa sense qüestionar..." qualsevol Führer-Befehl (ordre del Führer). El seu lema oficial era "Meine Ehre heißt Treue" (El meu honor és la lleialtat).
Com a part de les seves funcions centrades en la raça durant la Segona Guerra Mundial, les SS van supervisar l'aïllament i el desplaçament dels jueus de les poblacions dels territoris conquerits, apoderant-se dels seus béns i deportant-los a camps de concentració i guetos, on eren utilitzats com a mà d'obra esclava o immediatament assassinats. Escollits per implementar la Solució Final ordenada per Hitler, les SS van ser el principal grup responsable de l'assassinat institucional i el democidi de més de 20 milions de persones durant l'Holocaust, incloent aproximadament 5,2 milions a 6 milions de jueus i 10,5 milions 'eslaus. Un nombre important de víctimes eren membres d'altres grups racials o ètnics com els 258.000 romanís.[ Les SS van estar involucrades en l'assassinat de persones considerades com amenaces a la higiene racial o la ideologia nazi, inclosos els discapacitats mentals o físics, els homosexuals i els dissidents polítics. Els membres dels sindicats i aquells que es consideraven afiliats a grups que s'oposaven al règim (religiosos, polítics, socials, etc.), o aquells els punts de vista dels quals eren contradictoris amb els objectius del govern del Partit Nazi, van ser arrodonits en gran nombre; aquests incloïen el clergat de totes les religions, els testimonis de Jehovà, els maçons, els comunistes i els Membres del Rotary Club. Segons els judicis dictats als judicis de Nuremberg, així com moltes investigacions de crims de guerra i judicis realitzats des de llavors, les SS van ser responsables de la majoria dels crims de guerra nazis. En particular, va ser la principal organització que va dur a terme l'Holocaust.

## Alemanya d'abans de la guerra
Després que Hitler i el Partit Nazi arribessin al poder el 30 de gener de 1933, les SS es consideraven una organització estatal i una branca del govern. L'aplicació de la llei es va convertir gradualment en el domini de les SS, i moltes organitzacions de les SS es van convertir en agències governamentals de facto.

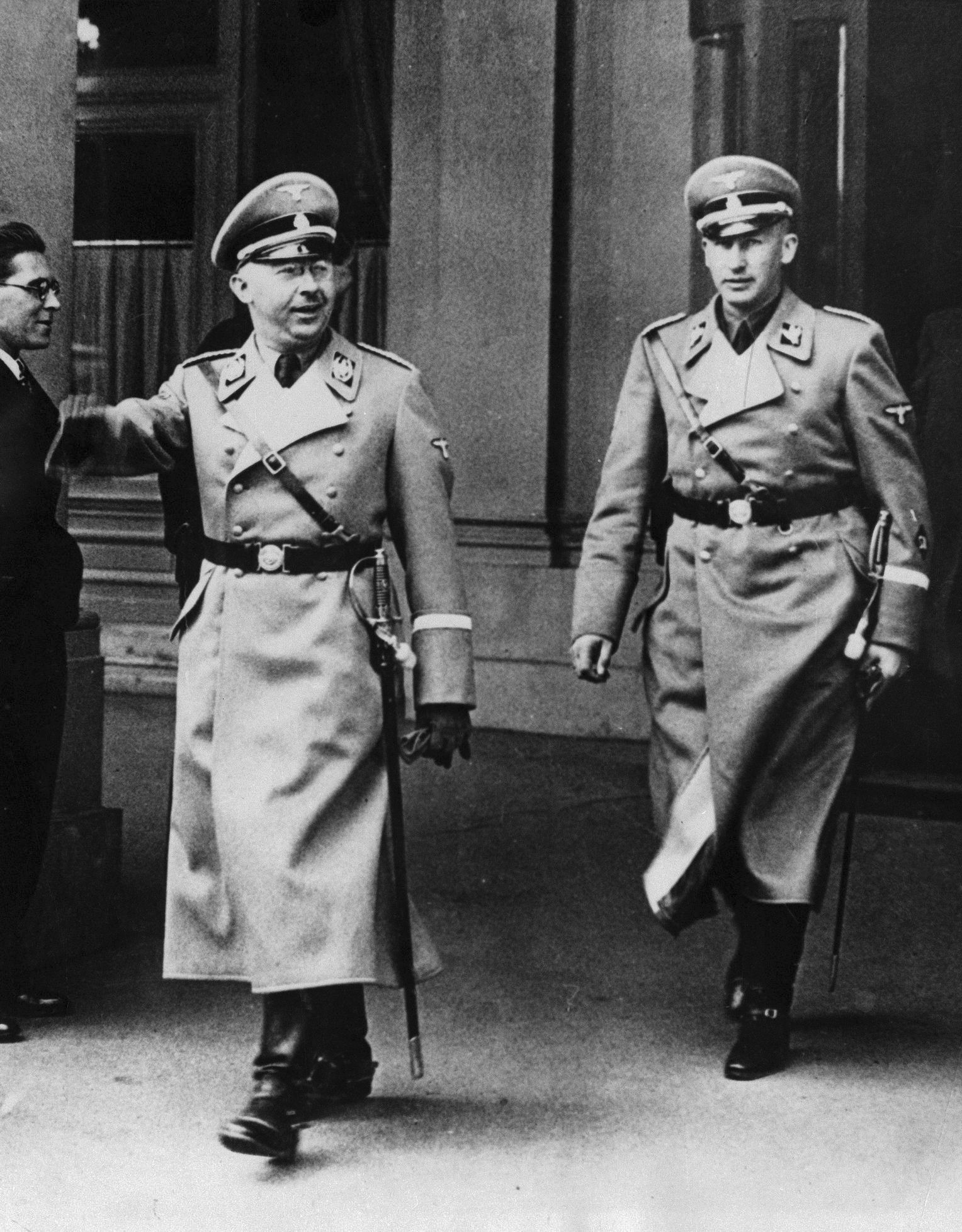
Reinhard Heydrich (dreta) va ser el protegit de Himmler i una de les principals figures de les SS fins al seu assassinat el 1942.

Les SS van establir un estat policial a l'Alemanya nazi, utilitzant la policia estatal secreta i les forces de seguretat sota el control d'Himmler per reprimir la resistència a Hitler. En el seu paper de ministre president de Prússia, Hermann Göring havia creat el 1933 una força de policia secreta prusiana, la Geheime Staatspolizei o Gestapo, i va nomenar Rudolf Diels com a cap. Preocupat perquè Diels no fos prou despietat per utilitzar la Gestapo amb eficàcia per contrarestar el poder de les SA, Göring va cedir el seu control a Himmler el 20 d'abril de 1934. També en aquella data, en una desviació de la pràctica alemanya de llarga data que l'aplicació de la llei era una qüestió estatal i local, Hitler va nomenar Himmler cap de tota la policia alemanya fora de Prússia. Himmler va nomenar el seu adjunt i protegit Reinhard Heydrich cap de la Gestapo el 22 d'abril de 1934. Heydrich també va continuar com a cap del Sicherheitsdienst (SD; servei de seguretat).
El trasllat de la Gestapo a Himmler va ser un preludi de la Nit dels Ganivets Llargs, en què la majoria de dirigents de les SA van ser arrestats i posteriorment executats. Les SS i la Gestapo van dur a terme la majoria dels assassinats. El 20 de juliol de 1934, Hitler va separar les SS de les SA, que ja no era una força influent després de la purga. Les SS es van convertir en un cos d'elit del Partit Nazi, només responsable davant Hitler. El títol de Reichsführer-SS d'Himmler es va convertir ara en el seu rang real, i el rang més alt de les SS, equivalent al rang de mariscal de camp de l'exèrcit (el seu rang anterior era Obergruppenführer). A mesura que la posició i l'autoritat d'Himmler van créixer, també ho va fer el seu rang.
El 17 de juny de 1936, totes les forces policials de tota Alemanya es van unir sota el control de Himmler i les SS. Himmler i Heydrich es van convertir així en dos dels homes més poderosos de l'administració del país. Les forces policials i d'intel·ligència sotmeses al seu control administratiu incloïen la SD, la Gestapo, la Kriminalpolizei (Kripo; policia d'investigació criminal) i l'Ordnungspolizei (Orpo; policia uniformada). En la seva qualitat de cap de policia, Himmler estava nominalment subordinat al ministre de l'Interior Wilhelm Frick. A la pràctica, com que les SS només responien a Hitler, la fusió de facto de les SS i la policia va fer que la policia fos independent del control de Frick. El setembre de 1939, les agències de seguretat i policia, incloent la Sicherheitspolizei (SiPo; policia de seguretat) i SD (però no l'Orpo), es van consolidar a l'Oficina Principal de Seguretat del Reich (RSHA), dirigida per Heydrich. Això va augmentar encara més l'autoritat col·lectiva de les SS.
Durant la Kristallnacht (9-10 de novembre de 1938), els serveis de seguretat de les SS van coordinar clandestinament la violència contra els jueus, ja que les SS, la Gestapo, el SD, la Kripo, la SiPo i la policia regular van fer tot el possible per assegurar-se que mentre es destruïen les sinagogues i els centres comunitaris jueus, els negocis i els habitatges de propietat jueva es van mantenir intactes per poder ser embargats posteriorment. Al final, milers de negocis, cases i cementiri jueus van ser vandalitzats i saquejats, especialment per membres de les SA. Unes 500 a 1.000 sinagogues van ser destruïdes, la majoria per incendis provocats. L'11 de novembre, Heydrich va informar d'un nombre de morts de 36 persones, però avaluacions posteriors van situar el nombre de morts fins a dos mil. Per ordre de Hitler, uns 30.000 homes jueus van ser arrestats i enviats a camps de concentració el 16 de novembre. Fins a 2.500 d'aquestes persones van morir en els mesos següents. Va ser en aquest moment que l'estat de les SS va començar seriosament la seva campanya de terror contra els opositors polítics i religiosos, als quals van empresonar sense judici ni supervisió judicial per "seguretat, reeducació o prevenció".
El setembre de 1939, l'autoritat de les SS es va expandir encara més quan l'oficial superior de les SS de cada districte militar també es va convertir en el seu cap de policia. La majoria d'aquests líders de les SS i de la policia tenien el rang de Gruppenführer SS o superior i responien directament a Himmler en tots els assumptes de les SS dins del seu districte. El seu paper era vigilar la població i supervisar les activitats dels homes de les SS dins del seu districte. En declarar una emergència, podrien evitar les oficines administratives del districte de les SS, SD, SiPo, SS-Totenkopfverbände (SS-TV; guàrdies dels camps de concentració) i Orpo, obtenint així el control operatiu directe d'aquests grups.

### Els guardaespatlles personals de Hitler

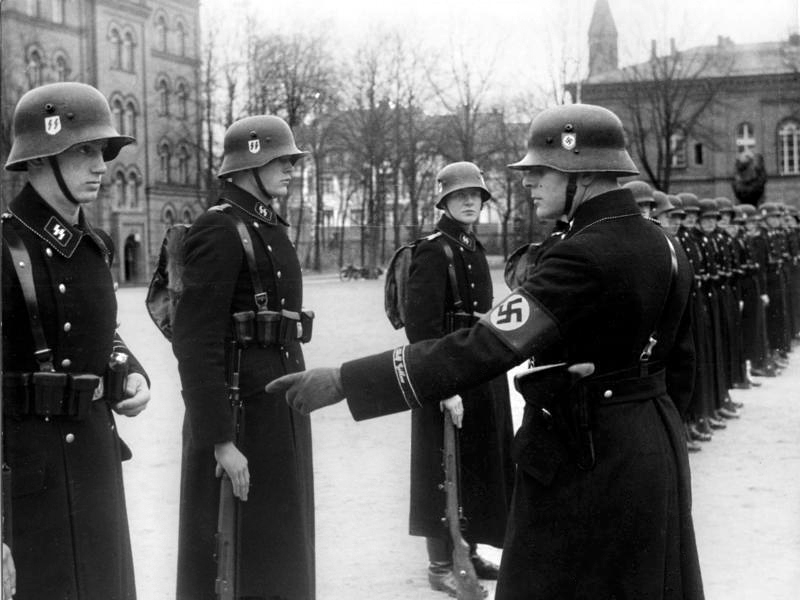
Inspecció de tropes de la Leibstandarte SS Adolf Hitler a Berlín, 1938

A mesura que les SS van créixer en grandària i importància, també ho van fer les forces de protecció personal de Hitler. Es van assignar tres grups principals de les SS per protegir a Hitler. El 1933, la seva unitat de guardaespatlles personal més gran (anteriorment la 1a SS-Standarte) va ser cridada a Berlín per substituir la Guàrdia de la Cancelleria de l'Exèrcit, assignada per protegir el Canceller d'Alemanya. Sepp Dietrich va comandar la nova unitat, abans coneguda com SS-Stabswache Berlin; el nom es va canviar a SS-Sonderkommando Berlin. El novembre de 1933, el nom es va canviar a Leibstandarte Adolf Hitler. L'abril de 1934, Himmler va modificar el nom a Leibstandarte SS Adolf Hitler (LSSAH). La LSSAH va vigilar les residències i oficines privades de Hitler, proporcionant un anell exterior de protecció per al Führer i els seus visitants. Els homes de l'LSSAH ocupaven els llocs de vigilància a les entrades de l'antiga Cancelleria del Reich i la nova Cancelleria del Reich. El nombre de guàrdies de LSSAH va augmentar durant esdeveniments especials. Al Berghof, la residència de Hitler a l'Obersalzberg, un gran contingent de la LSSAH patrullava una àmplia zona de seguretat acordonada.
A partir de 1941, la Leibstandarte es va convertir en quatre entitats diferents, la divisió Waffen-SS (no connectada amb la protecció de Hitler però una formació de les Waffen-SS), la Guàrdia de la Cancelleria de Berlín, el regiment de seguretat de les SS assignat a l'Obersalzberg i una base a Múnic. Unitat de guardaespatlles que va protegir a Hitler quan va visitar el seu apartament i la seu del Partit Nazi de la Casa Marró a Múnic. Encara que la unitat estava nominalment sota Himmler, Dietrich era el veritable comandant i s'encarregava de l'administració del dia a dia.
Altres dues unitats de les SS componien l'anell interior de protecció de Hitler. El SS-Begleitkommando des Führers (Comandament d'escolta del Führer), format el febrer de 1932, va servir com a escorta de protecció de Hitler mentre viatjava. Aquesta unitat estava formada per vuit homes que servien durant tot el dia protegint a Hitler per torns. Més tard, el SS-Begleitkommando es va ampliar i es va fer conegut com el Führerbegleitkommando (comandament d'escorta del Führer; FBK). Va continuar sota comandament separat i va romandre responsable de la protecció de Hitler. El Führer Schutzkommando (comandament de protecció del Führer; FSK) va ser una unitat de protecció fundada per Himmler el març de 1933. Originalment s'encarregava de protegir Hitler només mentre es trobava dins de les fronteres de Baviera. A principis de 1934, van substituir el SS-Begleitkommando per a la protecció de Hitler a tota Alemanya. El FSK va ser rebatejat com a Reichssicherheitsdienst (Servei de Seguretat del Reich; RSD) l'agost de 1935. Johann Rattenhuber, cap de l'RSD, en la seva major part, va rebre les seves ordres directament de Hitler. L'actual cap de l'FBK va actuar com el seu adjunt. Allà on residia Hitler, hi estarien presents membres de la RSD i de l'FBK. Els homes de la RSD patrullaven el recinte i els homes de l'FBK oferien una protecció de seguretat propera a l'interior. El RSD i el FBK treballaven junts per a la seguretat i la protecció personal durant els viatges i esdeveniments públics de Hitler, però operaven com a dos grups i utilitzaven vehicles separats. Al març de 1938, ambdues unitats portaven l'uniforme gris de camp estàndard de les SS. L'uniforme del RSD tenia el diamant SD a la màniga inferior esquerra.

### Fundació dels camps de concentració

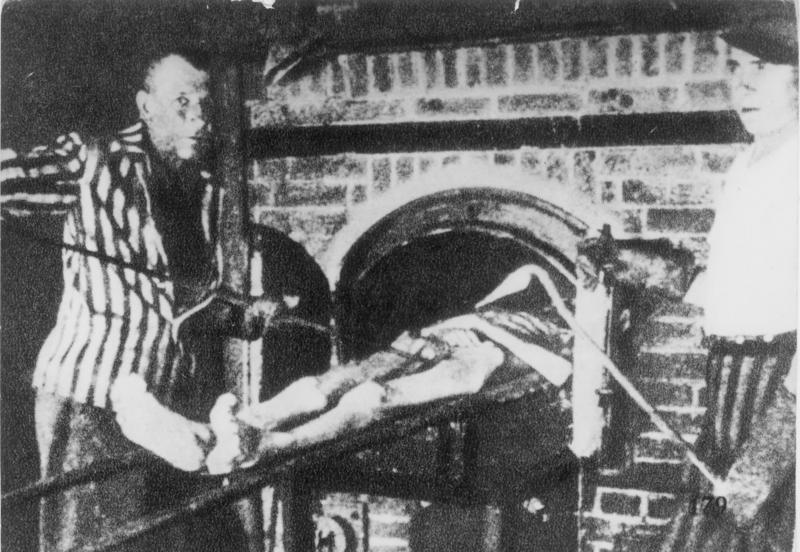
Crematori al camp de concentració de Dachau, maig de 1945 (foto presa després de l'alliberament)

Les SS estaven estretament associades amb el sistema de camps de concentració de l'Alemanya nazi. El 26 de juny de 1933, Himmler va nomenar SS-Oberführer Theodor Eicke com a comandant del camp de concentració de Dachau, un dels primers camps de concentració nazis. Va ser creat per consolidar els nombrosos campaments petits que havien creat diverses agències policials i el Partit Nazi per allotjar presos polítics. L'estructura organitzativa que Eicke va instituir a Dachau va ser el model per a tots els camps de concentració posteriors. Després de 1934, Eicke va ser nomenat comandant de la SS-Totenkopfverbände (SS-TV), la formació de les SS encarregada de dirigir els camps de concentració sota l'autoritat de les SS i Himmler. Conegudes com les "Unitats de la Calavera", la SS-TV es va organitzar per primera vegada com a diversos batallons, cadascun basat en un dels principals camps de concentració d'Alemanya. El lideratge als camps es va dividir en cinc departaments: comandant i ajudant, divisió d'afers polítics, custòdia protectora, administració i personal mèdic. El 1935, Himmler va aconseguir l'aprovació de Hitler i les finances necessàries per establir i operar camps addicionals. A l'inici de la guerra el setembre de 1939 existien sis camps de concentració amb 21.400 reclusos (la majoria presos polítics) existien. Al final de la guerra, s'havien creat centenars de camps de diferents mides i funcions, amb prop de 715.000 persones, la majoria de les quals eren objectiu del règim a causa de la seva raça. La població dels camps de concentració va augmentar paral·lelament a les derrotes que va patir el règim nazi; com pitjor semblava la catàstrofe, més gran era la por a la subversió, fet que va fer que les SS intensifiquessin la repressió i el terror.

## Les SS durant la Segona Guerra Mundial

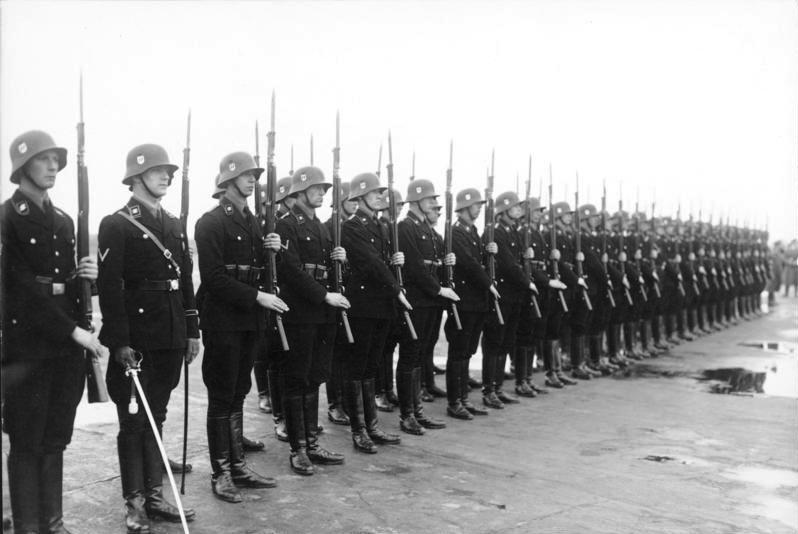
Soldats de la 1a Divisió Leibstandarte SS Adolf Hitler en formació, any 1935.

Amb l'esclat de la Segona Guerra Mundial, les SS s'havien consolidat en la seva forma final, que comprenia tres organitzacions principals: l'Allgemeine SS, la SS-Totenkopfverbände, i les Waffen-SS, que es va fundar el 1934 com a SS-Verfügungstruppe (SS- VT) i rebatejat el 1940. Les Waffen-SS van evolucionar fins a convertir-se en un segon exèrcit alemany al costat de la Wehrmacht i van operar en tàndem amb ells, especialment amb el Heer (Exèrcit alemany). Tanmateix, mai va obtenir una "independència de comandament" total, ni va ser mai un "rival seriós" de l'exèrcit alemany. Els membres mai van poder unir-se a les files de l'Alt Comandament alemany i aquest depenia de l'exèrcit per a l'armament pesat i l'equip. Encara que els rangs de les SS generalment tenien equivalents en els altres serveis, el sistema de rangs de les SS no copiava els termes i rangs utilitzats per les branques de la Wehrmacht. En canvi, va utilitzar els rangs establerts pels Freikorps posteriors a la Primera Guerra Mundial i les SA. Això es va fer principalment per emfatitzar les SS com a independents de la Wehrmacht.

### Invasió de Polònia

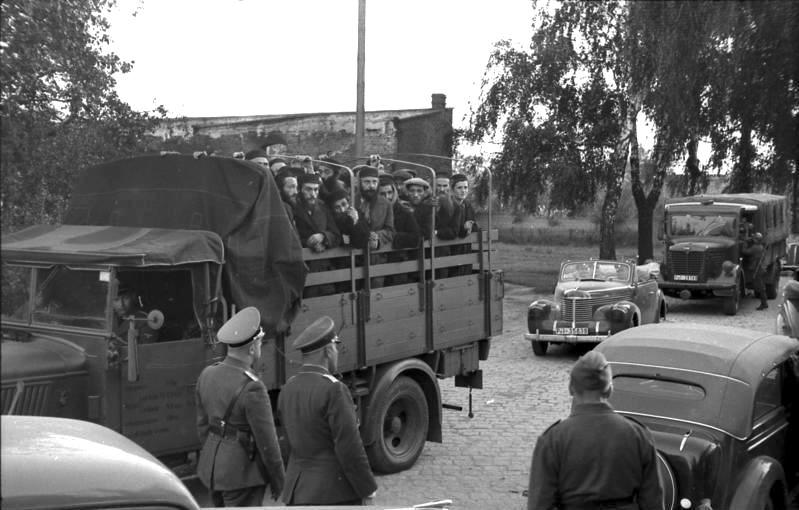
Jueus polonesos arrestats pel 'Sicherheitsdienst (SD) i la policia, setembre de 1939

A la invasió de Polònia del setembre de 1939, la LSSAH i la SS-VT van lluitar com a regiments d'infanteria mòbils separats. La LSSAH es va fer famosa per incendiar pobles sense justificació militar. Membres de la LSSAH van cometre atrocitats en nombroses ciutats, incloent l'assassinat de 50 jueus polonesos a Błonie i la massacre de 200 civils, inclosos nens, que van ser metrallats a Złoczew. També es van produir tiroteigs a Bolesławiec, Torzeniec, Goworowo, Mława i Włocławek. Alguns membres d'alt rang de la Wehrmacht no estaven convençuts que les unitats estiguessin completament preparades per al combat. Les seves unitats van prendre riscos innecessaris i van tenir una taxa de baixes més alta que l'exèrcit. El Generaloberst Fedor von Bock va ser bastant crític; després d'una visita a l'abril de 1940 de la divisió SS-Totenkopf, va trobar que el seu entrenament de batalla era "insuficient". Hitler va pensar que les crítiques eren típiques de la "concepció anticuada de la cavalleria" de l'exèrcit. En la seva defensa, les SS van insistir que les seves formacions armades s'havien vist obstaculitzades per haver de lluitar a poc a poc i estaven mal equipades per l'exèrcit.
Després de la invasió, Hitler va confiar a les SS accions d'extermini amb el nom en clau Operació Tannenberg i AB-Aktion per eliminar els líders potencials que poguessin formar una resistència a l'ocupació alemanya. Els assassinats van ser comesos per Einsatzgruppen (grups de treball; grups de desplegament), assistits per grups paramilitars locals. Els homes de les unitats Einsatzgruppen eren extrets de les SS, SD i la policia. Uns 65.000 civils polonesos, inclosos activistes, intel·lectuals, erudits, professors, actors, antics oficials i altres, van ser assassinats a finals de 1939. Quan la direcció de l'exèrcit va registrar queixes sobre la brutalitat exercida pels Einsatzgruppen, Heydrich els va informar que actuava "d'acord amb l'ordre especial del Führer." El primer afusellament sistemàtic de jueus per part dels Einsatzgruppen va tenir lloc el 6 de setembre de 1939 durant l'atac a Cracòvia.

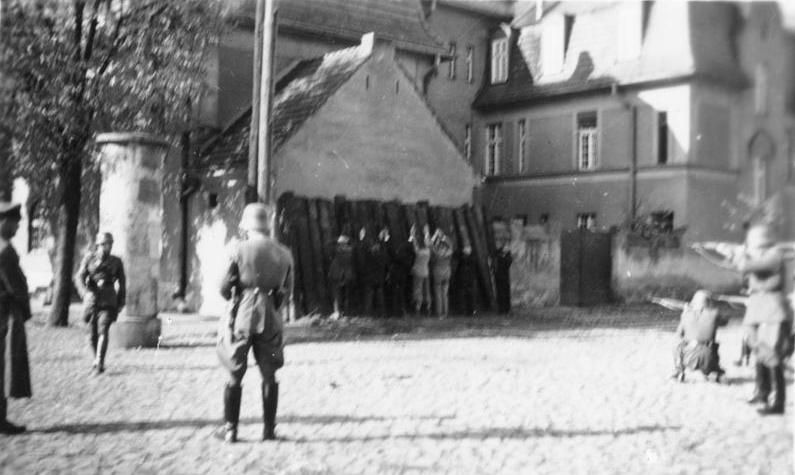
Execució de civils per Einsatzgruppen a Kórnik, Polònia, 1939

Satisfet amb la seva actuació a Polònia, Hitler va permetre una major expansió de les formacions armades de les SS, però va insistir que les noves unitats romanguessin sota el control operatiu de l'exèrcit. Mentre que la SS-Leibstandarte continuava sent un regiment independent que funcionava com a guardaespatlles personals d'Hitler, els altres regiments—SS-Deutschland, SS-Germania i SS-Der Führer—es van combinar per formar la SS-Verfügungs-Division. Una segona divisió de les SS, la SS-Totenkopf, es va formar a partir dels guàrdies dels camps de concentració de SS-TV, i una tercera, la SS-Polizei, es va crear a partir de voluntaris de la policia. Les SS van aconseguir el control dels seus propis sistemes de reclutament, logística i subministrament per a les seves formacions armades en aquest moment. Les SS, la Gestapo i la SD estaven a càrrec de l'administració militar provisional a Polònia fins al nomenament de Hans Frank com a governador general el 26 d'octubre de 1939.

### Batalla de França
El 10 de maig de 1940, Hitler va llançar la batalla de França, una gran ofensiva contra França i els Països Baixos. Les SS van subministrar dues de les 89 divisions emprades. La LSSAH i elements de la SS-VT van participar en la invasió terrestre de la batalla dels Països Baixos. Simultàniament, es van deixar caure tropes aerotransportades per capturar camps d'aviació, ponts i ferrocarrils holandesos clau. Durant la campanya de cinc dies, la LSSAH es va enllaçar amb unitats de l'exèrcit i tropes aerotransportades després de diversos enfrontaments amb defensors holandesos.

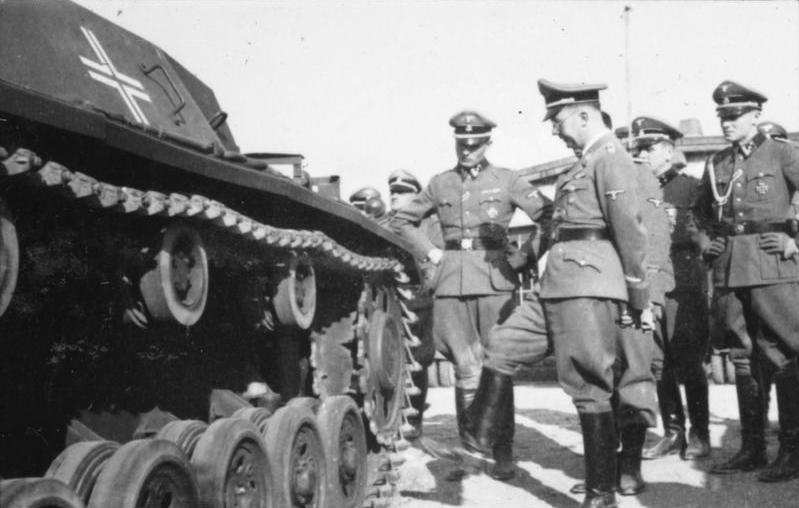
Himmler inspeccionant un Sturmgeschütz III de la 1a Divisió Panzer SS Leibstandarte SS Adolf Hitler a Metz, França, setembre de 1940

Les tropes de les SS no van participar en l'empenta a través de les Ardenes i el riu Mosa. En canvi, la SS-Totenkopf va ser convocada des de la reserva de l'exèrcit per lluitar en suport de la 7a Divisió Panzer del generalmajor Erwin Rommel mentre avançaven cap al Canal de la Mànega. El 21 de maig, els britànics van llançar un contraatac blindat contra els flancs de la 7a Divisió Panzer i la SS-Totenkopf. Els alemanys van atrapar llavors les tropes britàniques i franceses en una enorme bossa a Dunkerque. El 27 de maig, la 4a Companyia, SS-Totenkopf va perpetrar la massacre de Le Paradis, on 97 homes del 2n Batalló, Royal Norfolk Regiment van ser metrallats després de rendir-se, amb els supervivents rematats amb baionetes. Dos homes van sobreviure. El 28 de maig, la SS-Leibstandarte havia pres Wormhout, a 16 km de Dunkerque. Allà, els soldats del 2n Batalló van ser responsables de la massacre de Wormhoudt, on 80 soldats britànics i francesos van ser assassinats després de rendir-se. Segons l'historiador Charles Sydnor, "la imprudència fanàtica en l'assalt, la defensa suïcida contra els atacs enemics i les atrocitats salvatges comeses davant d'objectius frustrats" exhibides per la divisió SS-Totenkopf durant la invasió eren típiques del conjunt de les tropes de les SS.
Al final de la campanya, Hitler va expressar el seu plaer amb l'actuació de la SS-Leibstandarte, dient-los: "A partir d'ara serà un honor per a vosaltres, que porteu el meu nom, encapçaleu tots els atacs alemanys." La SS-VT va ser rebatejada com a Waffen-SS en un discurs pronunciat per Hitler el juliol de 1940. Aleshores Hitler va autoritzar l'allistament de "persones percebudes com d'estoc relacionat", com va dir Himmler, per ampliar la tropa. Danesos, holandesos, noruecs, suecs i finlandesos es van oferir voluntaris per lluitar a les Waffen-SS sota el comandament d'oficials alemanys. Es van reunir per formar la nova divisió SS-Wiking. El gener de 1941, la divisió SS-Verfügungs va ser rebatejada com a SS-Reich Division (motoritzada), i va ser rebatejada com a 2a Divisió Panzer SS Das Reich quan es va reorganitzar com a divisió Panzergrenadier el 1942.

### Campanya dels Balcans
L'abril de 1941, l'exèrcit alemany va envair Iugoslàvia i Grècia. La LSSAH i la Das Reich estaven units a cossos Panzer d'exèrcitd separats. Fritz Klingenberg, un comandant de la companyia a la Das Reich, va conduir els seus homes a través de Iugoslàvia fins a la capital, Belgrad, on un petit grup d'avantguarda va acceptar la rendició de la ciutat el 13 d'abril. Uns dies després Iugoslàvia es va rendir. Les unitats policials de les SS van començar immediatament a prendre ostatges i a dur a terme represàlies, una pràctica que es va fer habitual. En alguns casos, se'ls va unir la Wehrmacht. De manera similar a Polònia, les polítiques de guerra dels nazis als Balcans van donar lloc a una ocupació brutal i assassinats en massa racistes. Sèrbia esdevingué el segon país (després d'Estònia) declarat Judenfrei (lliure de jueus).
A Grècia, la Wehrmacht i les Waffen-SS van trobar la resistència del Cos Expedicionari Britànic (BEF) i de l'exèrcit grec. Els combats es van intensificar pel terreny muntanyós, amb els seus passos estrets fortament defensats. La LSSAH va estar al capdavant de l'empenta alemanya. La BEF va ser evacuada per mar a Creta, però va haver de fugir de nou a finals de maig quan van arribar els alemanys. Com a Iugoslàvia, la conquesta de Grècia va posar en perill els seus jueus, ja que els nazis van prendre immediatament diverses mesures contra ells. Inicialment confinats en guetos, la majoria van ser transportats al camp de concentració d'Auschwitz el març de 1943, on van ser assassinats a les cambres de gas en arribar. Dels 80.000 jueus de Grècia, només el 20 per cent van sobreviure a la guerra.

## Guerra a l'est
El 22 de juny de 1941, Hitler va llançar l'Operació Barbarroja, la invasió de la Unió Soviètica. L'expansió de la guerra i la necessitat de controlar els territoris ocupats van proporcionar les condicions perquè Himmler consolidés encara més els òrgans policials i militars de les SS. L'adquisició ràpida d'extensos territoris a l'est va posar una tensió considerable a les organitzacions policials de les SS mentre lluitaven per adaptar-se als reptes de seguretat canviants.
La 1a i 2a Brigades d'Infanteria de les SS, que s'havien format a partir de guàrdies dels camps de concentració excedents de la SS-TV, i la Brigada de Cavalleria de les SS es van traslladar a la Unió Soviètica darrere dels exèrcits que avançaven. Al principi, van lluitar contra els partisans soviètics, però a la tardor de 1941 van deixar el paper antipartisans a altres unitats i van participar activament en l'Holocaust. Mentre assistien als Einsatzgruppen, van formar grups d'afusellament que van participar en la liquidació de la població jueva de la Unió Soviètica.
El 31 de juliol de 1941, Göring va autoritzar per escrit a Heydrich per assegurar la cooperació dels líders administratius de diversos departaments governamentals per dur a terme el genocidi dels jueus als territoris sota control alemany. Heydrich va ser fonamental per dur a terme aquests exterminis, ja que la Gestapo estava preparada per organitzar deportacions a Occident i els seus Einsatzgruppen ja estaven duent a terme àmplies operacions d'assassinat a l'Est. El 20 de gener de 1942, Heydrich va presidir una reunió, anomenada Conferència de Wannsee, per discutir la implementació del pla.
Durant les batalles a la Unió Soviètica els anys 1941 i 1942, les Waffen-SS van patir enormes baixes. La LSSAH i la Das Reich van perdre més de la meitat de les seves tropes per malalties i baixes de combat. Amb necessitat de reclutes, Himmler va començar a acceptar soldats que no encaixaven amb el perfil racial original de les SS. A principis de 1942, la SS-Leibstandarte, la SS-Totenkopf i la SS-Das Reich es van retirar a l'oest per equipar-les i es van convertir en divisions Panzergrenadier. El Cos SS-Panzer va tornar a la Unió Soviètica el 1943 i va participar en la Tercera Batalla de Kharkov al febrer i març.

### L'Holocaust

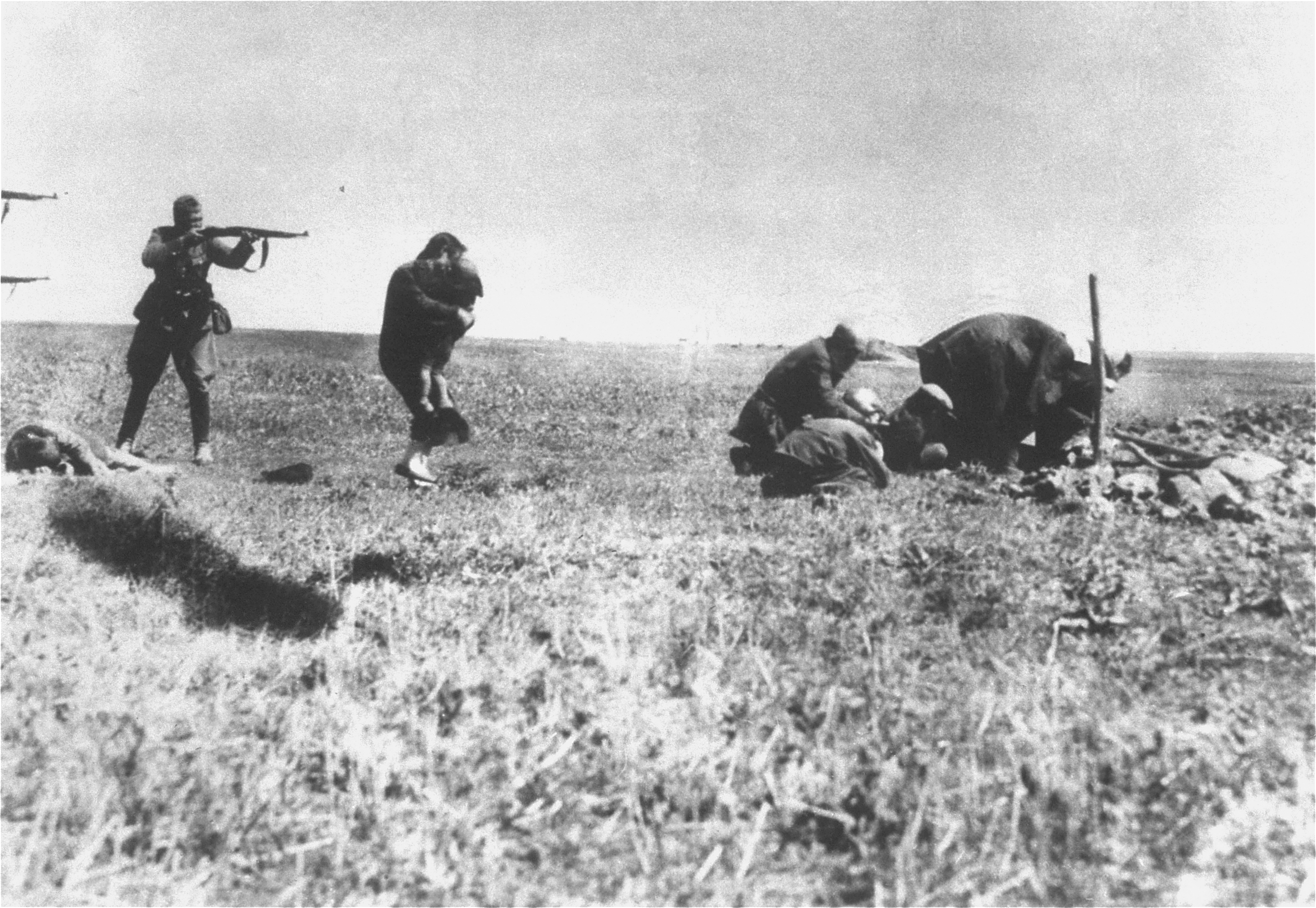
Assassinat de jueus per Einsatzgruppen a Ivanhorod, Ucraïna, 1942

Les SS es van construir a partir d'una cultura de violència, que va ser exhibida en la seva forma més extrema per l'assassinat massiu de civils i presoners de guerra al front oriental. Augmentat pel personal de la Kripo, Orpo (Policia de l'Ordre) i Waffen-SS, els Einsatzgruppen van assolir una força total de 3.000 homes. Els Einsatzgruppen A, B i C estaven units als Grups d'Exèrcits Nord, Centre i Sud; l'Einsatzgruppe D va ser assignat a l'11è Exèrcit. L'Einsatzgruppe per a Propòsits Especials va operar a l'est de Polònia a partir del juliol de 1941. L'historiador Richard Rhodes els descriu com "fora dels límits de la moralitat"; eren "jutge, jurat i botxí tot en un", amb l'autoritat de matar qualsevol a la seva discreció. Després de l'operació Barbarroja, aquestes unitats Einsatzgruppen, juntament amb les Waffen-SS i la Policia de l'Ordre, així com amb l'ajuda de la Wehrmacht, es van dedicar a l'assassinat massiu de la població jueva a l'est de Polònia ocupada i la Unió Soviètica. La major extensió de l'acció dels Einsatzgruppen es va produir el 1941 i 1942 a Ucraïna i Rússia. Abans de la invasió hi havia cinc milions de jueus registrats a tota la Unió Soviètica, dels quals tres milions residien als territoris ocupats pels alemanys; quan va acabar la guerra, més de dos milions d'ells havien estat assassinats.
Les activitats d'extermini dels Einsatzgruppen generalment seguien un procediment estàndard, amb el cap de l'Einsatzgruppen contactant amb el comandant de la unitat de la Wehrmacht més propera per informar-lo de l'acció imminent; això es va fer perquè poguessin coordinar i controlar l'accés al recinte d'execució. Inicialment, les víctimes van ser afusellades, però aquest mètode va resultar impracticable per a una operació d'aquesta escala. A més, després que Himmler va observar l'afusellament de 100 jueus a Minsk l'agost de 1941, es va preocupar per l'impacte que aquestes accions tenien en la salut mental dels seus homes de les SS. Va decidir que s'havien de trobar mètodes alternatius d'assassinat, cosa que va portar a la introducció de furgonetes de gas. No obstant això, aquests no eren populars entre els homes, perquè treure els cadàvers de la furgoneta i enterrar-los era un calvari horrible. Sovint s'assignaven presoners o auxiliars per fer aquesta tasca per estalviar el trauma als homes de les SS.

### Operacions antisanes
En resposta a les dificultats de l'exèrcit per tractar amb els partidaris soviètics, Hitler va decidir el juliol de 1942 transferir les operacions antipartisanes a la policia. Això va situar l'assumpte sota el domini de Himmler. Com Hitler havia ordenat el 8 de juliol de 1941 que tots els jueus havien de ser considerats com a partidaris, el terme "operacions antipartidàries" es va utilitzar com a eufemisme per a l'assassinat de jueus així com el combat real contra elements de la resistència. El juliol de 1942 Himmler va ordenar que el terme "partidista" ja no s'hagués d'utilitzar; en canvi, els resistents al domini nazi serien qualificats de "bandits".
Himmler va fer que les SS i SD treballessin per desenvolupar tàctiques antipartidistas addicionals i va llançar una campanya de propaganda. En algun moment del juny de 1943, Himmler va emetre l'ordre Bandenbekämpfung (Lluita contra bandits), anunciant simultàniament l'existència de les Bandenkampfverbände (formacions de lluita contra bandits), amb el SS-'Obergruppenführer Erich von dem Bach-Zelewski com a cap. Emprant tropes principalment de la policia de les SS i de les Waffen-SS, la Bandenkampfverbände tenia quatre components operatius principals: propaganda, control centralitzat i coordinació d'operacions de seguretat, entrenament de tropes i operacions de batalla. Una vegada que la Wehrmacht va aconseguir els objectius territorials, la Bandenkampfverbände va assegurar primer les instal·lacions de comunicacions, carreteres, ferrocarrils i vies navegables. Posteriorment, van assegurar comunitats rurals i instal·lacions econòmiques com ara fàbriques i edificis administratius. Una prioritat addicional era assegurar els recursos agrícoles i forestals. Les SS van supervisar la recollida de la collita, que es considerava crítica per a les operacions estratègiques. Tots els jueus de la zona van ser atropellats i assassinats. Els comunistes i les persones d'ascendència asiàtica van ser assassinats presumptament sota el supòsit que eren agents soviètics.

### Els camps de la mort

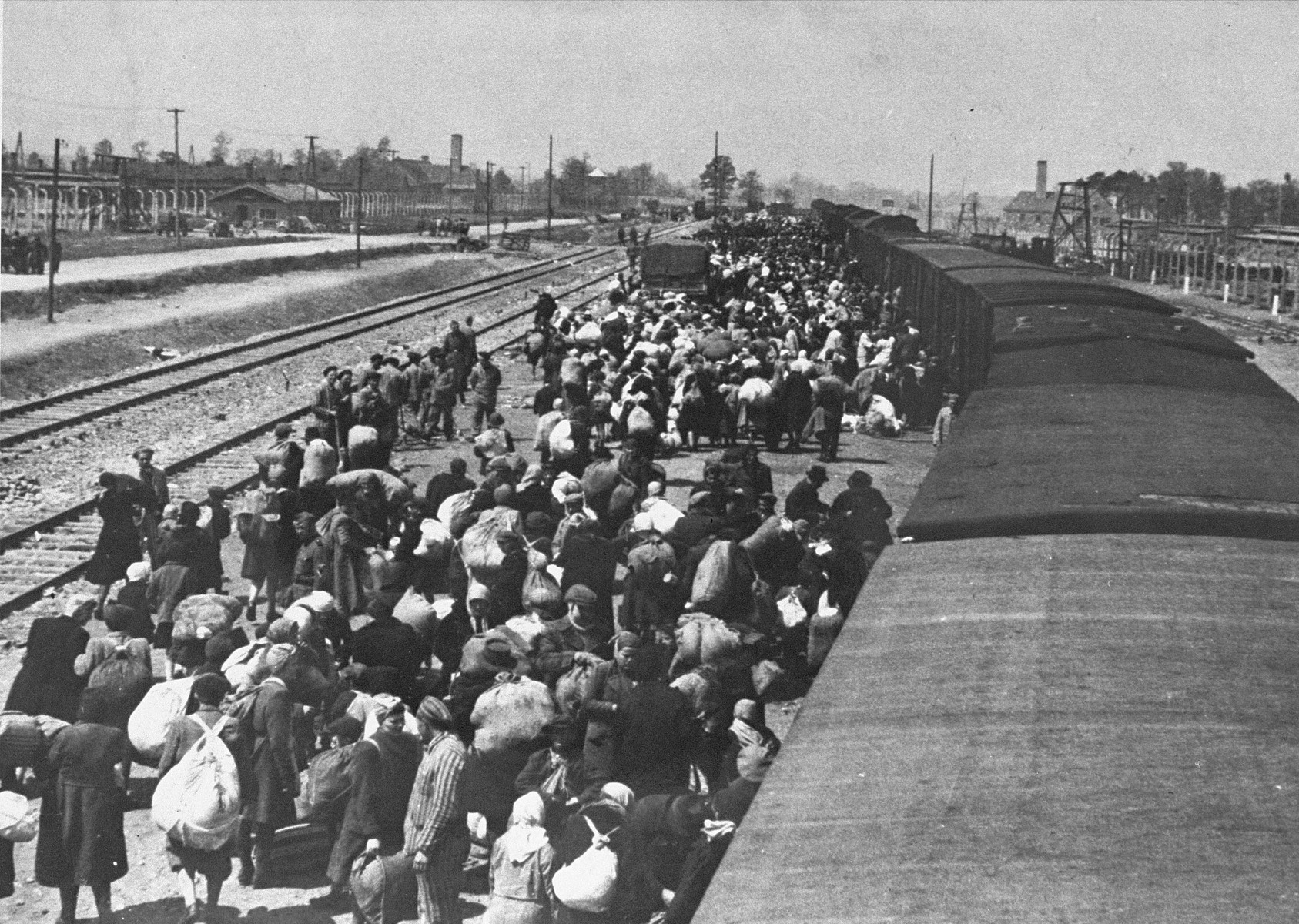
Jueus de la Carpats rutens arribant al camp de concentració d'Auschwitz, 1944

Després de l'inici de la guerra, Himmler va intensificar l'activitat de les SS dins d'Alemanya i a l'Europa ocupada pels nazis. Un nombre creixent de jueus i ciutadans alemanys considerats políticament sospitosos o forasters socials van ser arrestats. A mesura que el règim nazi es va fer més opressiu, el sistema dels camps de concentració va créixer en grandària i operacions letals, i va créixer en abast a mesura que s'intensificaven les ambicions econòmiques de les SS.
La intensificació de les operacions d'assassinat es va produir a finals de 1941, quan les SS van començar la construcció d'instal·lacions de gasos estacionàries per substituir l'ús dels Einsatzgruppen per a assassinats en massa. Les víctimes d'aquests nous camps d'extermini van ser assassinades amb l'ús de gas monòxid de carboni dels motors dels automòbils. Durant l'operació Reinhard, dirigida per oficials de la Totenkopfverbände, que van jurar mantenir el secret, es van construir tres camps d'extermini a la Polònia ocupada: Bełżec (operatiu el març de 1942), Sobibór (operatiu el maig de 1942) i Treblinka (operatiu per juliol de 1942), amb esquadres d'homes de Trawniki (col·laboradors d'Europa de l'Est) supervisant centenars de presoners del Sonderkommando, que es van veure obligats a treballar a les cambres de gas i crematoris abans de ser ells mateixos assassinats. Per ordre d'Himmler, a principis de 1942 el camp de concentració d'Auschwitz es va ampliar molt per incloure l'addició de cambres de gas, on les víctimes eren assassinades utilitzant el pesticida Zyklon B.
Per raons administratives, tots els guàrdies dels camps de concentració i el personal administratiu es van convertir en membres de ple dret de les Waffen-SS el 1942. Els camps de concentració van ser posats sota el comandament de la SS-Wirtschafts-Verwaltungshauptamt (Oficina Econòmica i Administrativa Principal de les SS; WVHA) sota el comandament d'Oswald Pohl. Richard Glücks va exercir com a Inspector dels camps de concentració, que el 1942 es va convertir en l'oficina "D" sota la WVHA. L'explotació i l'extermini es van convertir en un acte d'equilibri a mesura que la situació militar es va deteriorar. Les necessitats laborals de l'economia de guerra, especialment per als treballadors qualificats, van fer que alguns jueus fugissin del genocidi. El 30 d'octubre de 1942, a causa de la greu escassetat de mà d'obra a Alemanya, Himmler va ordenar que un gran nombre de persones sanes als territoris soviètics ocupats pels nazis fossin presoneres i enviades a Alemanya com a treballs forçats.
El 1944, la SS-TV s'havia organitzat en tres divisions: personal dels camps de concentració d'Alemanya i Àustria, als territoris ocupats i dels camps d'extermini a Polònia. L'any 1944, es va convertir en una pràctica habitual rotar els membres de les SS dins i fora dels camps, en part basant-se en les necessitats de mà d'obra, però també per facilitar assignacions als membres ferits de les Waffen-SS. Aquesta rotació de personal va fer que gairebé totes les SS sabien què passava dins dels camps de concentració, fent que tota l'organització fos responsable de crims de guerra i crims contra la humanitat.

## Imperi empresarial
El 1934, Himmler va fundar la primera empresa empresarial de les SS, Nordland-Verlag, una editorial que va publicar material de propaganda i manuals d'entrenament de les SS. Després, va comprar Allach Porcellain, que després va començar a produir records de les SS. A causa de l'escassetat de mà d'obra i el desig de guanys econòmics, les SS van començar a explotar els presos dels camps de concentració com a mà d'obra esclava. La majoria de les empreses de les SS van perdre diners fins que Himmler les va posar sota l'administració de Verwaltung und Wirtschaftshauptamt Hauptamt (oficina d'administració i negocis; VuWHA) de Pohl el 1939. Fins i tot aleshores, la majoria de les empreses estaven mal gestionades i no anaven bé, ja que els homes de les SS no eren seleccionats per la seva experiència empresarial i els obrers es morien de fam. El juliol de 1940 Pohl va establir la Deutsche Wirtschaftsbetriebe GmbH (Empreses Alemanyes Ltd; DWB), una corporació paraigua sota la qual es va fer càrrec de l'administració de tots els negocis de les SS. Finalment, les SS van fundar prop de 200 holdings per als seus negocis.

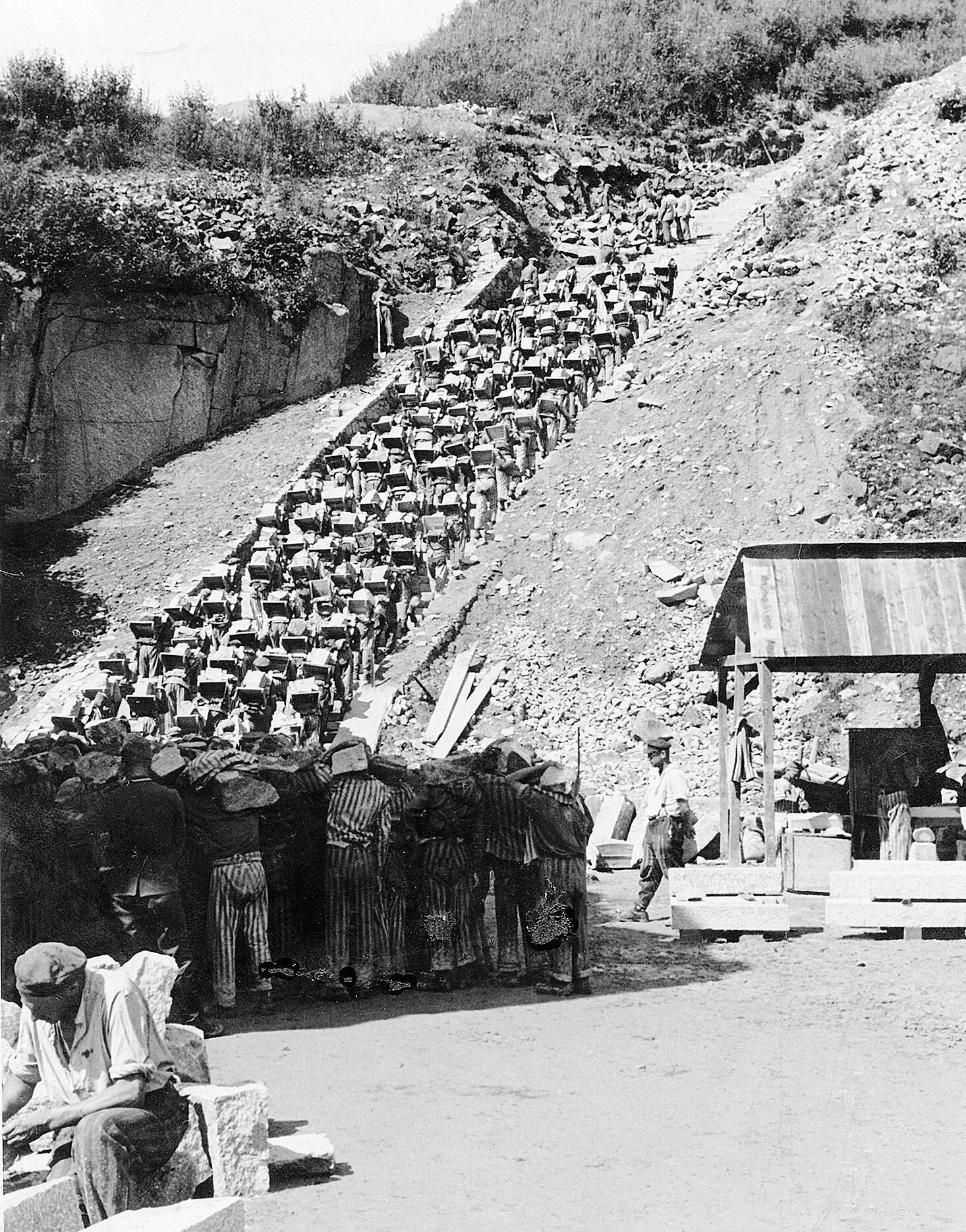
Extermini mitjançant el treball. Alcamp de concentració de Mauthausen-Gusen, els reclusos es veien obligats a treure pesants blocs de granit fora de la pedrera a les "Escales de la mort".

El maig de 1941, la VuWHA va fundar la Deutsche Ausrüstungswerke GmbH (Treballs d'Equipaments Alemanys; DAW), que va ser creada per integrar les empreses empresarials de les SS amb el creixent sistema de camps de concentració. Himmler va establir posteriorment quatre nous camps de concentració importants el 1941: Auschwitz, Gross-Rosen, Natzweiler-Struthof i Neuengamme. Cadascun tenia almenys una fàbrica o pedrera a prop on els reclusos eren obligats a treballar. Himmler es va interessar particularment a proporcionar treballadors per a IG Farben, que estava construint una fàbrica de cautxú sintètic a Auschwitz III–Monowitz. La planta estava gairebé a punt per començar la producció quan va ser envaïda per les tropes soviètiques el 1945. L'esperança de vida dels presos a Monowitz era de mitjana uns tres mesos. Això era típic dels camps, ja que els reclusos estaven mal alimentats i vivien en condicions de vida desastrosament dolentes. La seva càrrega de treball es va fer intencionadament impossible, sota la política d'extermini mitjançant el treball.
El 1942, Himmler va consolidar totes les oficines de les quals Pohl era responsable en una sola, creant l'Oficina Econòmica i Administrativa Principal de les SS (Wirtschafts- und Verwaltungshauptamt; WVHA) . Tot el sistema de camps de concentració es va posar sota l'autoritat de la WVHA. Les SS eren propietat de Sudetenquell GmbH, un productor d'aigua mineral al Sudets. El 1944, les SS havien comprat el 75 per cent dels productors d'aigua mineral a Alemanya i tenien la intenció d'adquirir un monopoli. Diversos camps de concentració van produir materials de construcció com ara pedra, maons i ciment per a la Deutsche Erd- und Steinwerke (Obres alemanyes de terra i pedra; DEST) propietat de les SS. Als territoris orientals ocupats, les SS van adquirir el monopoli de la producció de maons apoderant-se de 300 maoneres existents. La DWB també va fundar l'Ost-Deutsche Baustoffwerke (Obres de subministrament d'edificis d'Alemanya de l'Est; GmbH o ODBS) i la Deutsche Edelmöbel GmbH (Mobles nobles alemanys). Aquests operaven a les fàbriques que les SS havien confiscat a jueus i polonesos.
Les SS posseïen granges experimentals, fleques, envasadores de carn, treballs de cuir, fàbriques de roba i uniformes i fàbriques d'armes lleugeres. Sota la direcció de la WVHA, les SS van vendre mà d'obra a diverses fàbriques a un ritme de tres a sis Reichsmarks per presoner i dia. Les SS van confiscar i vendre les propietats dels presos dels camps de concentració, van confiscar les seves carteres d'inversions i els seus diners en efectiu i es van beneficiar dels seus cadàvers venent els seus cabells per fer feltre i fonent els seus treballs dentals per obtenir or dels empastaments. El valor total dels actius saquejats de les víctimes només de l'operació Reinhard (sense incloure Auschwitz) va ser catalogat per Odilo Globocnik com 178.745.960,59 Reichsmarks. Els articles confiscats incloïen 2.909,68 kg d'or per valor de 843.802,75 RM, així com 18.733,69 kg de plata, 1.514 kg de platí, 249.771,50 dòlars americans, 130 solitaris de diamants, 2.511 de brillants, 13.458,68 quirats de diamants, i 114 kg de perles. D'acord amb la legislació nazi, la propietat jueva pertanyia a l'estat, però molts comandants i guàrdies del camp de les SS van robar articles com diamants o moneda per obtenir beneficis personals o s'apoderaven d'aliments i licors per vendre'ls al mercat negre.

## Inversions militars
El 5 de juliol de 1943, els alemanys van llançar la batalla de Kursk, una ofensiva dissenyada per eliminar el sortint de Kursk. En aquest moment, les Waffen-SS s'havien ampliat a 12 divisions, i la majoria van participar en la batalla. A causa de la dura resistència soviètica, Hitler va aturar l'atac al vespre del 12 de juliol. El 17 de juliol va suspendre l'operació i va ordenar la retirada. Després, els alemanys es van veure obligats a posar-se a la defensiva quan l'Exèrcit Roig va començar l'alliberament de Rússia Occidental. Les pèrdues de les Waffen-SS i la Wehrmacht durant la batalla de Kursk es van produir gairebé simultàniament amb l'assalt aliat a Itàlia, obrint una guerra de dos fronts per a Alemanya.

### Desembarcament de Normandia

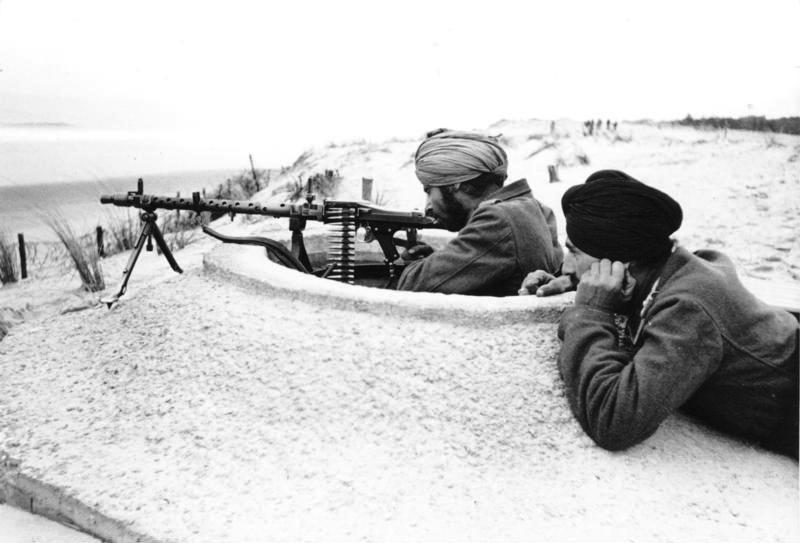
Tropes de la Legió Índia de les Waffen-SS guardant el mur Atlàntic a Bordeus, França, 21 de març de 1944

Alarmat per les incursions a St. Nazaire i Dieppe el 1942, Hitler havia ordenat la construcció de fortificacions que va anomenar Mur Atlàntic al llarg de la costa atlàntica, des d'Espanya fins a Noruega, per protegir-se d'una esperada invasió aliada. Es van construir emplaçaments de canons de formigó en punts estratègics al llarg de la costa, i es van col·locar estaques de fusta, trípodes metàl·lics, mines i grans obstacles antitanc a les platges per retardar l'aproximació de les naus de desembarcament i impedir el moviment dels tancs. A més de diverses divisions d'infanteria estàtica, onze divisions panzer i panzergrenadier es van desplegar a prop. Quatre d'aquestes formacions eren divisions Waffen-SS. A més, la SS-Das Reich es trobava al sud de França, l'LSSAH es trobava a Bèlgica reacondicionat després de lluitar a la Unió Soviètica i la recentment formada divisió panzer SS-Hitlerjugend, formada per membres de les Joventuts Hitlerianes de 17 i 18 anys recolzats per veterans de combat i suboficials experimentats, estaven estacionats a l'oest de París. La creació de les SS-Hitlerjugend va ser un signe de la desesperació de Hitler per més tropes, especialment aquelles amb una obediència inqüestionable.
El desembarcament de Normandia va tenir lloc a partir del 6 de juny de 1944. La 21a Divisió Panzer al comandament del general Edgar Feuchtinger, situada al sud de Caen, era l'única divisió de Panzer a prop de les platges. La divisió incloïa 146 tancs i 50 canons d'assalt, a més d'infanteria i artilleria de suport. A les 02:00, el generalleutnant Wilhelm Richter, comandant de la 716a Divisió d'Infanteria Estàtica, va ordenar a la 21a Divisió Panzer que es posés en posició per contraatacar. Tanmateix, com que la divisió formava part de la reserva blindada, Feuchtinger es va veure obligat a demanar l'autorització de l'OKW abans que pogués comprometre la seva formació. Feuchtinger no va rebre ordres fins prop de les 09:00, però mentrestant, per iniciativa pròpia, va reunir un grup de batalla (inclosos tancs) per lluitar contra les forces britàniques a l'est de l'Orne. La SS-Hitlerjugend va començar a desplegar-se a la tarda del 6 de juny, amb les seves unitats emprendre accions defensives l'endemà. També van participar en la batalla de Caen (juny-agost de 1944). El 7 al 8 i el 17 de juny, membres de la SS-Hitlerjugend van matar a trets vint presoners de guerra canadencs a la massacre de l'Abadia d'Ardenne.
Els Aliats van continuar avançant en l'alliberament de França, i el 4 d'agost Hitler va ordenar una contraofensiva (operació Lüttich) des de Vire cap a Avranches. L'operació va incloure LSSAH, la Das Reich, la 2a i 116a divisions panzer, amb el suport d'infanteria i elements de la 17a Divisió Panzergrenadier SS Götz von Berlichingen sota el comandament del SS-Oberstgruppenführer Paul Hausser. Aquestes forces havien de muntar una ofensiva prop de Mortain i avançar cap a l'oest per Avranches fins a la costa. Les forces aliades estaven preparades per a aquesta ofensiva, i un assalt aeri contra les unitats alemanyes combinades va resultar devastador. El 21 d'agost, 50.000 tropes alemanyes, incloent la majoria de la LSSAH, van ser encerclades pels aliats a la bossa de Falaise. Les restes de la LSSAH que van escapar van ser retirades a Alemanya per a la seva reparació. París va ser alliberada el 25 d'agost, i l'última de les forces alemanyes es va retirar sobre el Sena a finals d'agost, posant fi a la campanya de Normandia.

### Batalla per Alemanya
Les unitats de les Waffen-SS que havien sobreviscut a les campanyes d'estiu van ser retirades de la línia del front per reequipar-les. Dues d'elles, la 9a SS i la 10a Divisions Panzer SS, ho van fer a la regió d'Arnhem d'Holanda a principis de setembre de 1944. Casualment, el 17 de setembre, els Aliats van llançar a la mateixa zona l'operació Horta, una operació combinada aèria i terrestre dissenyada. per prendre el control del baix Rin. Les 9a i 10a Panzer van ser entre les unitats que van rebutjar l'atac.

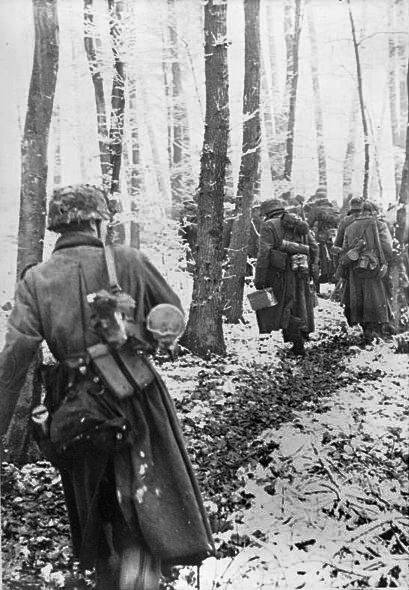
Infanteria alemanya vançant a peu a les Ardenes, desembre de 1944

El desembre de 1944, Hitler va llançar l'Ofensiva de les Ardenes, també coneguda com la batalla de les Ardenes, un important contraatac contra els aliats occidentals a través de les Ardenes amb l'objectiu d'arribar a Anvers mentre encerclava els exèrcits aliats a la zona. L'ofensiva va començar amb un bombardeig d'artilleria poc abans de l'alba del 16 de desembre. Encapçalant l'atac hi havia dos exèrcits panzer compostos en gran part per divisions Waffen-SS. Els grups de batalla van trobar difícil avançar pels boscos i els turons boscosos de les Ardenes durant el temps hivernal, però inicialment van avançar bé al sector nord. Aviat es van trobar amb una forta resistència de la 2a i la divisions d'infanteria dels Estats Units. El 23 de desembre, el temps va millorar prou perquè les forces aèries aliades poguessin atacar les forces alemanyes i les seves columnes de subministrament, provocant escassetat de combustible. En condicions cada cop més difícils, l'avanç alemany es va frenar i es va aturar. La fallida ofensiva de Hitler va costar 700 tancs i la majoria de les seves forces mòbils restants a l'oest, així com la majoria de les seves insubstituïbles reserves de mà d'obra i material.
Durant la batalla, el SS-Obersturmbannführer Joachim Peiper va deixar un camí de destrucció, que incloïa soldats Waffen-SS sota el seu comandament assassinant presoners de guerra nord-americans i civils belgues desarmats a la massacre de Malmedy. Els soldats de les SS capturats que formaven part del Kampfgruppe Peiper van ser jutjats durant el judici de la massacre de Malmedy després de la guerra per aquesta massacre i diverses altres a la zona. Molts dels autors van ser condemnats a la forca, però les condemnes es van commutar. Peiper va ser empresonat durant onze anys pel seu paper en els assassinats.

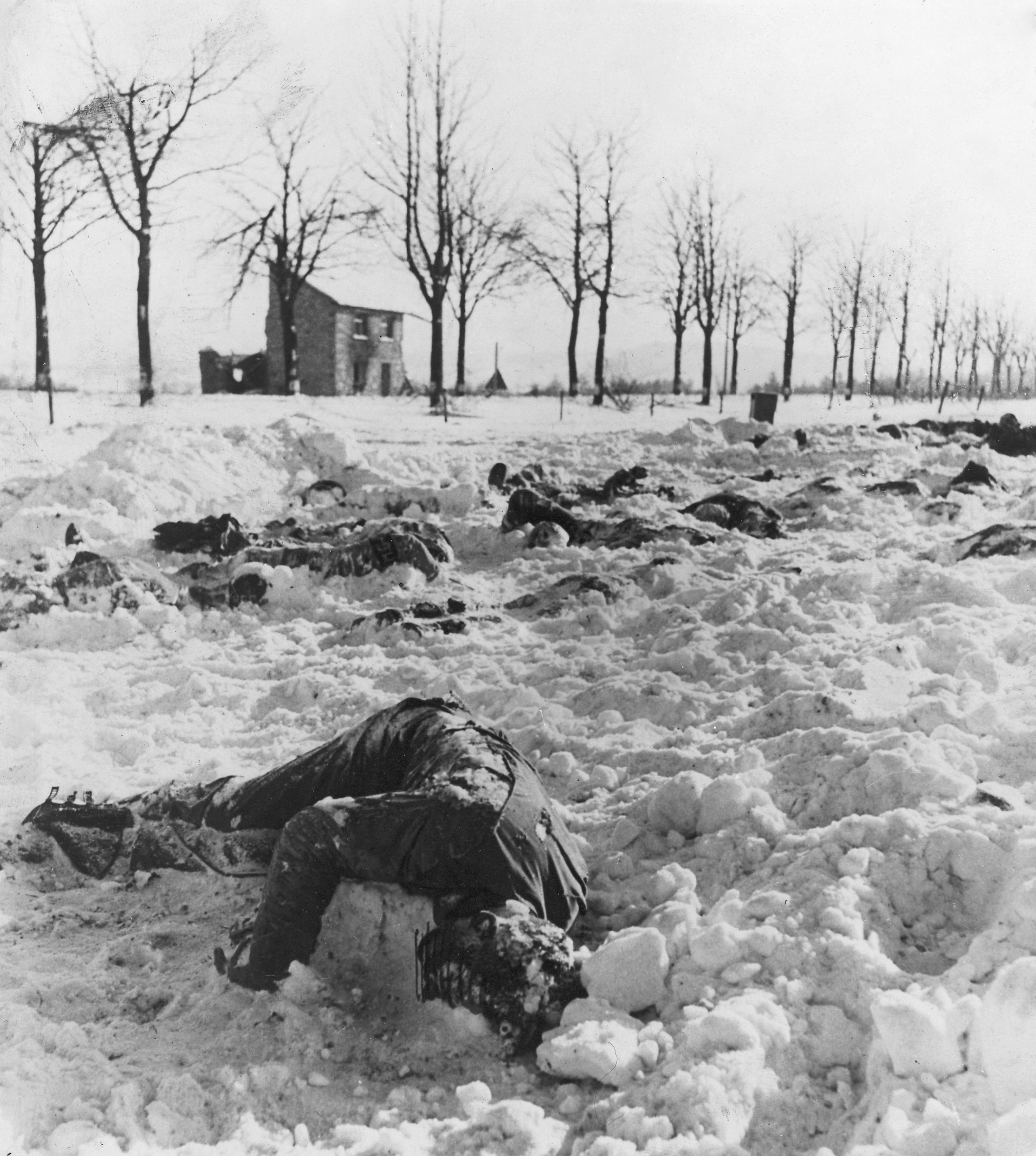
Presoners de guerra nord-americans assassinats per les forces de les SS liderades per Joachim Peiper a la massacre de Malmedy durant la batalla de les Ardenes, desembre de 1944

A l'est, l'Exèrcit Roig va reprendre la seva ofensiva el 12 de gener de 1945. Les forces alemanyes van ser superades en nombre de vint a un en avions, onze a un en infanteria i set a un en tancs al front oriental. A finals de mes, l'Exèrcit Roig havia fet caps de pont a través de l'Oder, l'últim obstacle geogràfic abans de Berlín. Els aliats occidentals van continuar avançant també, però no tan ràpidament com l'Exèrcit Roig. El Cos Panzer va dur a terme una operació defensiva amb èxit els dies 17 i 24 de febrer al riu Hron, aturant l'avanç aliat cap a Viena. El 1r i 2n Cos Panzer SS es van dirigir cap a Àustria, però van ser frenats pels ferrocarrils danyats.
Budapest va caure el 13 de febrer. Hitler va ordenar al 6è Exèrcit Panzer de Dietrich que es traslladés a Hongria per protegir els jaciments i les refineries de petroli de Nagykanizsa, que considerava les reserves de combustible més valuoses estratègicament al front oriental. Frühlingserwachsen (Operació Despertar de la Primavera), l'última ofensiva alemanya a l'est, va tenir lloc a principis de març. Les forces alemanyes van atacar prop del llac Balaton, amb el 6è Exèrcit Panzer avançant cap al nord cap a Budapest i el 2n Exèrcit Panzer movent-se cap a l'est i el sud. Al principi, les forces de Dietrich van fer un bon progrés, però a mesura que s'acostaven al Danubi, la combinació d'un terreny fangoss i una forta resistència soviètica les va aturar. El 16 de març la batalla estava perduda. Enfurismat per la derrota, Hitler va ordenar a les unitats Waffen-SS implicades que retiressin les seves cintes de puny com a marca de desgràcia. Dietrich es va negar a complir l'ordre.
En aquest moment, tant al front oriental com al front occidental, les activitats de les SS estaven fent-se evidents per als aliats, ja que els camps de concentració i d'extermini estaven sent descoberts. Les tropes aliades es van omplir d'incredulitat i repugnància davant l'evidència de la brutalitat nazi als camps.
El 9 d'abril de 1945 Königsberg va caure en mans de l'Exèrcit Roig, i el 13 d'abril la unitat SS de Dietrich va ser forçada a sortir de Viena. La batalla de Berlín va començar a les 03:30 del 16 d'abril amb un bombardeig d'artilleria massiu. En una setmana, es van produir combats a l'interior de la ciutat. Entre els molts elements que defensaven Berlín hi havia tropes Waffen-SS franceses, letones i escandinave. Hitler, que s'havia reclòs al Führerbunker sota la Cancelleria del Reich, encara esperava que els seus soldats SS restants poguessin rescatar la capital. Malgrat la desesperació de la situació, els membres de les SS que patrullaven per la ciutat van continuar disparant o penjant soldats i civils pel que consideraven actes de covardia o derrotisme. La guarnició de Berlín es va rendir el 2 de maig, dos dies després que Hitler es va suïcidar. Com que els membres de les SS esperaven poca pietat de l'Exèrcit Roig, van intentar moure's cap a l'oest per rendir-se als aliats occidentals.

## Unitats i branques de les SS

### Oficina principal de seguretat del Reich

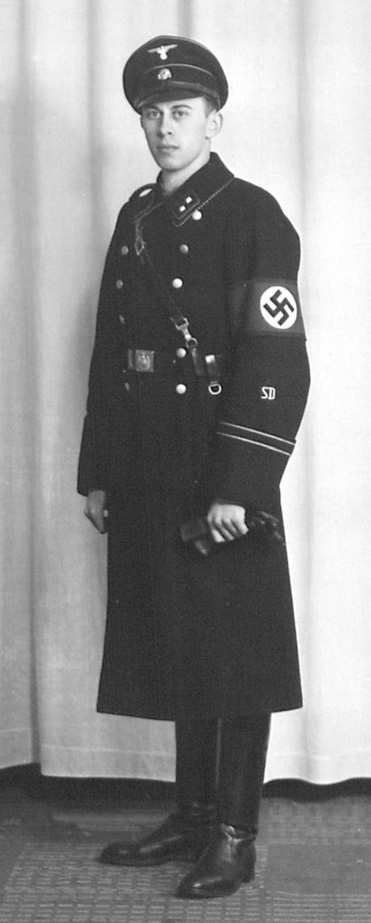
El SS-Hauptsturmführer Gustav Richter, amb l'emblema del SD a la màniga

Heydrich va ocupar el títol de Chef der Sicherheitspolizei und des SD (Cap de la Policia de Seguretat i SD) fins al 27 de setembre de 1939, quan va esdevenir cap de la recentment establerta Oficina Principal de Seguretat del Reich (RSHA). A partir d'aquest moment, la RSHA estava a càrrec dels serveis de seguretat de les SS. Tenia sota el seu comandament la SD, la Kripo i la Gestapo, així com diverses oficines per gestionar les finances, l'administració i el subministrament. Heinrich Müller, que havia estat cap d'operacions de la Gestapo, va ser nomenat cap de la Gestapo en aquest moment. Arthur Nebe era el cap de la Kripo, i les dues branques de SD estaven comandades per una sèrie d'oficials de les SS, inclòs Otto Ohlendorf i Walter Schellenberg. La SD era considerada una branca d'elit de les SS, i els seus membres eren més educats i normalment més ambiciosos que els de les files de les Allgemeine SS. Els membres de la SD estaven especialment entrenats en criminologia, intel·ligència i contraintel·ligència. També es van guanyar una reputació de crueltat i compromís inquebrantable amb la ideologia nazi.
Heydrich va ser atacat a Praga el 27 de maig de 1942 per un equip entrenat pels britànics de soldats txecs i eslovacs que havien estat enviats pel govern txecoslovac a l'exili per assassinar-lo en l'operació Antropoide. Va morir a causa de les seves ferides una setmana després. Himmler va dirigir personalment la RSHA fins al 30 de gener de 1943, quan les posicions d'Heydrich van ser assumides per Ernst Kaltenbrunner.

### SS-Algemeine (SS-General)
Els membres de la SS eren una branca l'SS-Allgemeine (SS General), la branca més nombrosa de l'organització, i fins al 17 d'agost de 1938, de l'SS-Totenkopfverbände (SS Unitats de la calavera). Les SS-Allgemeine abastava tots els SS que realitzaven el seu servei al Servei Laboral del Reich (RAD) o la força de defensa (Wehrmacht). Per a aquest temps, van deixar el comandament de les SS i van estar allà com a "relacionats amb les SS". Dins de les SS general, es va fer una distinció en grups d'edat (SS-I i SS-II), que formaven l'anomenada SS activa, reserva de les SS i divisió de troncs de les SS).

### SS-Verfügungstruppe (Tropes d'eliminació de l'SS)
Per contra, a les SS-Verfügungstruppe no es van assignar més tropes perquè el servei era considerat un servei de reclutament i va ser reconegut com a tal. A causa de la naturalesa de la força disponible com a tropa activa, la policia popular aquarterada, la distinció típica de les SS i relacionada amb l'edat entre SS-I, SS-II, SS-Reserve i els SS-Führer in der Stammabteilung (líders jubilats) també es van reduir.

### SS-Totenkopfverbände (SS-Unitats de la calavera)
Fins al secret decret d'Adolf Hitler el 17 d'agost de 1938, els membres de les associacions de l'SS-Totenkopfverbände (membres de la RAD o de la Wehrmacht per exercir les seves funcions), foren catalogats com a membres de les SS, anàlogament a la Allgemeine SS. Aquesta regulació es va retirar amb l'esmentat decret secret, ja que a partir del 1939 només es podien reclutar homes que ja havien complert el seu deure a la Wehrmacht. No hi va haver cap divisió relacionada amb l'edat del crani i dels ossos transversals de les SS en SS-I, SS-II, SS-Reserve i SS-Stammabteilung. El mateix va passar amb les tropes de disposició en actiu.

### Waffen-SS (Cos de combat d'elit de les SS)
Les Waffen-SS eren el cos de combat d'elit del Schutzstaffel (SS). Dirigida pel Reichsführer-SS Heinrich Himmler; les Waffen-SS actuaren durant la Segona Guerra Mundial. Va ser un cos format per 950.000 homes, provinents de totes les parts del món, que va marcar la 2a Guerra Mundial a base d'èxits i eficiència al combat. És la branca de les SS més famosa de totes.

### SS-Sonderkommandos
Aquesta secció tracta sobre les unitats de les SS. Per als reclusos jueus dels camps d'extermini que es van veure obligats a col·laborar en les operacions dels camps, vegeu Sonderkommandos.
A partir de 1938 i durant la Segona Guerra Mundial, les SS van promulgar un procediment on les oficines i unitats de les SS podien formar subunitats més petites, conegudes com SS-Sonderkommandos, per dur a terme tasques especials, incloses operacions d'assassinat a gran escala. L'ús dels SS-Sonderkommandos va ser molt estès. Segons l'antic SS-Sturmbannführer Wilhelm Höttl, ni tan sols la direcció de les SS sabia quants SS-Sonderkommandos estaven formant, dissolts i reformats constantment per a diverses tasques, especialment al front oriental.
Una unitat SS-Sonderkommando dirigida pel SS-Sturmbannführer Herbert Lange va assassinar 1.201 pacients psiquiàtrics a l'hospital psiquiàtric de Tiegenhof a la Ciutat Lliure de Danzig, 1.100 pacients a Owińska, 2.750 pacients a Kościan, 1,558 i 1,558 pacients també a Działdowo, a més de centenars de polonesos al Fort VII, on es van desenvolupar la furgoneta mòbil de gas i el búnquer de gas. El 1941–42, SS-Sonderkommando Lange va establir i va gestionar el primer camp d'extermini, a Chełmno, on 152.000 jueus van ser assassinats amb furgonetes de gas.
Després que la batalla de Stalingrad acabés el febrer de 1943, Himmler es va adonar que probablement Alemanya perdria la guerra i va ordenar la formació del Sonderkommando 1005, un grup de treball especial sota el comandament del SS-Standartenführer Paul Blobel. L'encàrrec de la unitat era visitar fosses comunes al front oriental per exhumar els cossos i cremar-los en un intent d'encobrir el genocidi. La tasca va romandre inacabada al final de la guerra, i moltes fosses comunes romanen sense senyalitzar i sense excavar.
L'Eichmann Sonderkommando va ser un grup de treball encapçalat per Adolf Eichmann que va arribar a Budapest el 19 de març de 1944, el mateix dia que les forces de l'Eix van envair Hongria. La seva tasca era tenir un paper directe en la deportació dels jueus hongaresos a Auschwitz. Els SS-Sonderkommandos van comptar amb l'ajuda d' elements antisemites de la gendarmeria hongaresa i d'administradors proalemanys del Ministeri de l'Interior hongarès. Els rodeigs van començar el 16 d'abril i, a partir del 14 de maig, quatre trens de 3.000 jueus al dia van sortir d'Hongria i van viatjar al camp d'Auschwitz II-Birkenau, arribant per una línia d'esperó de nova construcció que acabava a pocs centenars de metres de les cambres de gas. Entre el 10 i el 25 per cent de les persones de cada tren van ser escollides com a treballadors forçats; la resta van morir poques hores després de l'arribada. Sota la pressió internacional, el govern hongarès va aturar les deportacions el 6 de juliol de 1944, moment en què més de 437.000 dels 725.000 jueus d'Hongria havien estat assassinats.

### Einsatzgruppen

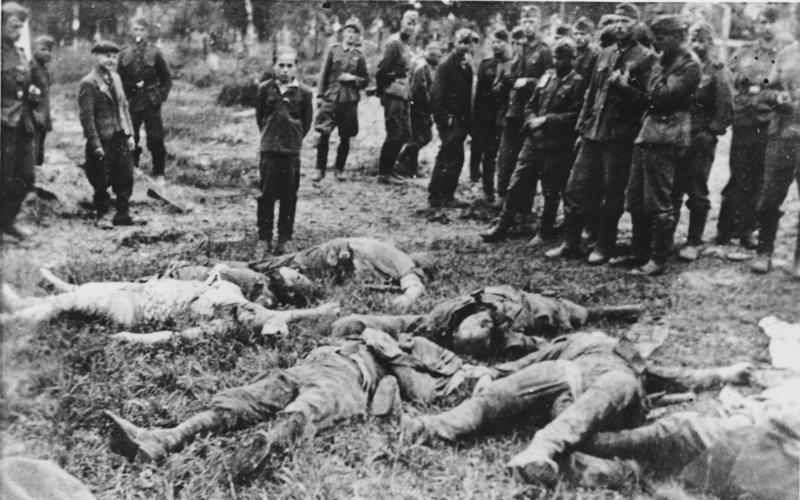
Assassinats de les SS a Zboriv, 1941; un adolescent és portat a veure la seva família morta abans de rebre un tret.

Els Einsatzgruppen van tenir els seus orígens en ' Einsatzkommando format ad hoc per Heydrich després de l'Anschluss a Àustria el març de 1938. Dues unitats d'Einsatzgruppen estaven estacionades als Sudets a l'octubre de 1938. Quan l'acció militar no era necessària a causa dels Acords de Múnic, els Einsatzgruppen van ser assignats per confiscar els documents governamentals i els documents policials. Van assegurar edificis governamentals, van interrogar alts funcionaris i van arrestar fins a 10.000 comunistes txecs i ciutadans alemanys. Els Einsatzgruppen també va seguir les tropes de la Wehrmacht i va matar possibles partisans. Grups similars es van utilitzar el 1939 per a l'ocupació de Txecoslovàquia.
Hitler va considerar que l'extermini planificat dels jueus era massa difícil i important per ser confiat a l'exèrcit. El 1941 els Einsatzgruppen van ser enviats a la Unió Soviètica per començar un genocidi a gran escala dels jueus, els romaní i els comunistes. L'historiador Raul Hilberg estima que entre 1941 i 1945 els Einsatzgruppen i les agències relacionades van matar més de dos milions de persones, incloent 1,3 milions de jueus. El tiroteig massiu més gran perpetrat pels Einsatzgruppen va ser a Babi Yar, fora de Kíev, on 33.771 jueus van ser assassinats en una única operació del 29 al 30 de setembre de 1941. A la massacre de Rumbula (novembre-desembre de 1941), 25.000 víctimes del gueto de Riga van ser assassinades. Un altre tiroteig massiu a principis de 1942 va cobrar la vida de més de 10.000 jueus a Cracòvia.
Els últims Einsatzgruppen es van dissoldre a mitjans de 1944 (tot i que alguns van continuar existint sobre el paper fins al 1945) a causa de la retirada alemanya en ambdós fronts i la consegüent incapacitat de continuar les activitats d'extermini. Els antics membres dels Einsatzgruppen se'ls va assignar funcions a les Waffen-SS o als camps de concentració. Vint-i-quatre comandants dels Einsatzgruppen van ser jutjats per crims de guerra després de la guerra.

### Oficina Principal del Tribunal de les SS
L'Oficina Principal del Tribunal de les SS (Hauptamt SS-Gericht) era un sistema jurídic intern per dur a terme investigacions, judicis i càstigs de les SS i la policia. Tenia més de 600 advocats a les oficines principals de Berlín i Múnic. Els procediments es van dur a terme a 38 tribunals regionals de les SS a tot Alemanya. Va ser l'única autoritat autoritzada per jutjar el personal de les SS, excepte els membres de les SS que estaven en servei actiu a la Wehrmacht (en aquests casos, el membre de les SS en qüestió va ser jutjat per un tribunal militar estàndard). La seva creació va situar les SS fora de l'abast de l'autoritat legal civil. Himmler va intervenir personalment com va considerar oportú pel que fa a les conviccions i càstigs. L'historiador Karl Dietrich Bracher descriu aquest sistema judicial com un factor en la creació de l'estat policial totalitari nazi, ja que va eliminar procediments legals objectius, deixant els ciutadans indefensos davant la "justícia sumaria del terror de les SS."

### Cavalleria SS
Poc després que Hitler prengués el poder el 1933, la majoria de les associacions d'equitació van ser preses per les SA i les SS. Els membres van rebre entrenament de combat per servir a la Reiter-SS (Cos de cavalleria de les SS). El primer regiment de cavalleria de les SS, designat SS-Totenkopf Reitstandarte 1, es va formar el setembre de 1939. Comandada pel llavors SS-Standartenführer Hermann Fegelein, la unitat va ser assignada a Polònia, on van participar en l'extermini de la intel·lectualitat polonesa. Es van afegir esquadrons addicionals el maig de 1940, per un total de catorze.
La unitat es va dividir en dos regiments el desembre de 1939, amb Fegelein a càrrec d'ambdós. El març de 1941 la seva força era de 3.500 homes. El juliol de 1941, van ser assignats a l'operació punitiva dels pantans de Prípiat, amb la missió d'arrodonir i exterminar jueus i partisans. Els dos regiments es van fusionar en la Brigada de Cavalleria de les SS el 31 de juliol, dotze dies després de l'inici de l'operació. L'informe final de Fegelein, datat el 18 de setembre de 1941, afirma que van matar 14.178 jueus, 1.001 partisans i 699 soldats de l'Exèrcit Roig, amb 830 presoners fets. L'historiador Henning Pieper estima que el nombre real de jueus assassinats era més proper als 23.700. La Brigada de Cavalleria de les SS va tenir greus pèrdues el novembre de 1941 a la batalla de Moscou, amb baixes de fins a un 60 per cent en alguns esquadrons. Fegelein va ser nomenat comandant de la 8a Divisió de Cavalleria SS Florian Geyer el 20 d'abril de 1943. Aquesta unitat va assistir a la Unió Soviètica en atacs contra partisans i civils. A més, els regiments de cavalleria de les SS van servir a Croàcia i Hongria.

### Cos Mèdic de les SS

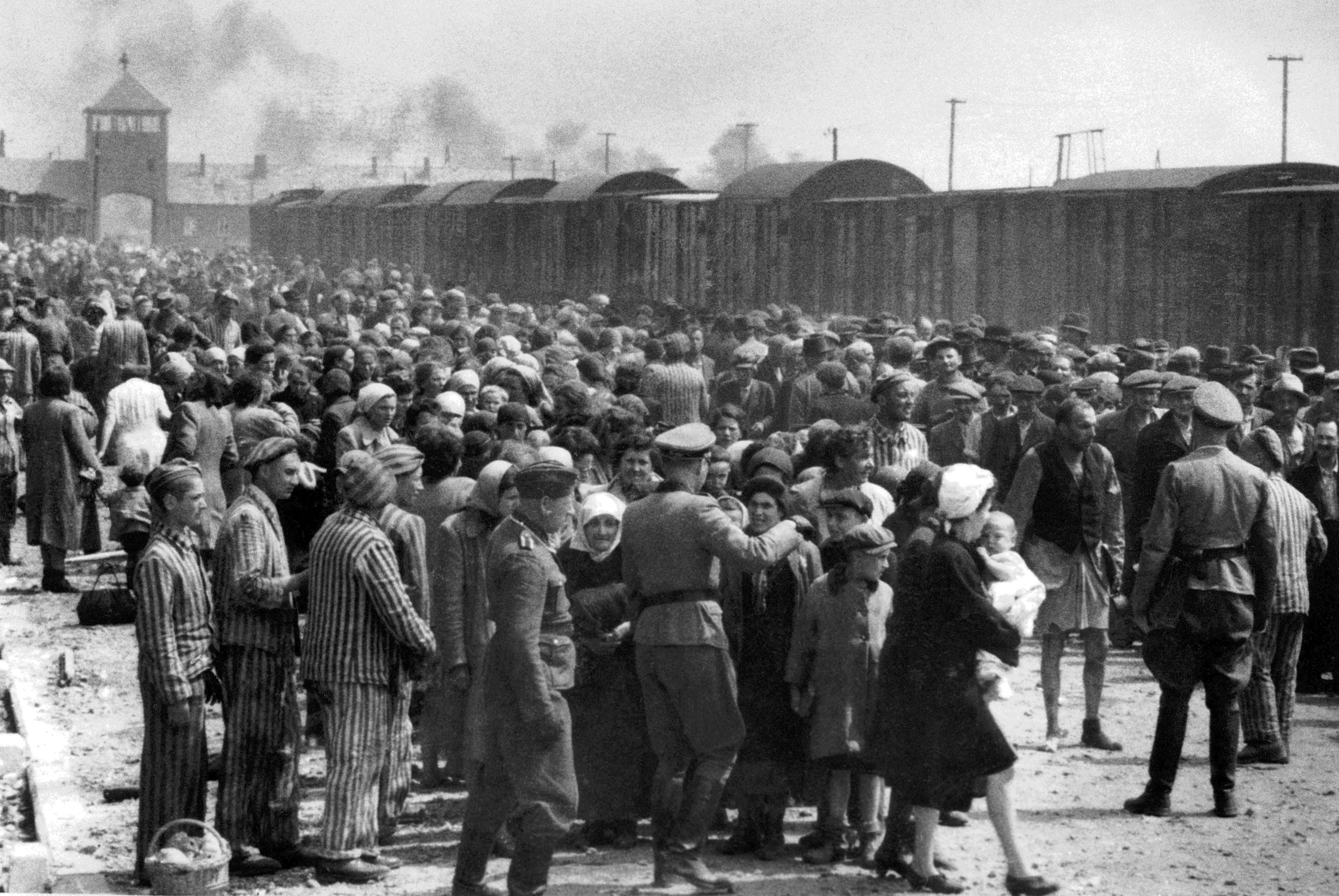
Jueus hongaresos a la Judenrampe (rampa jueva) després de desembarcar dels trens de transport. Foto de l'àlbum d'Auschwitz, maig de 1944

El Cos Mèdic de les SS es coneixia inicialment com a Sanitätsstaffel (unitats sanitàries). Després de 1931, les SS van formar l'oficina central Amt V com a oficina central de les unitats mèdiques de les SS. L'any 1938 es va establir una acadèmia mèdica de les SS a Berlín per formar metges de les Waffen-SS. El personal mèdic de les SS no prestava sovint atenció mèdica real; la seva responsabilitat principal era el genocidi medicalitzat. A Auschwitz, aproximadament tres quartes parts dels nouvinguts, incloent gairebé tots els nens, dones amb nens petits, tots els ancians i tots els que van aparèixer a una inspecció breu i superficial per part d'un metge de les SS per no estar completament en forma, van ser assassinats a Auschwitz a les poques hores de l'arribada. En el seu paper de Desinfektoren (desinfectadors), els metges de les SS també van fer seleccions entre els presoners existents quant a la seva aptitud per treballar i van supervisar l'assassinat dels que es consideraven no aptes. Els reclusos en deteriorament de la salut van ser examinats pels metges de la SS, que van decidir si es podrien recuperar o no en menys de dues setmanes. Les persones massa malaltes o ferides per recuperar-se en aquest període van ser assassinades.
A Auschwitz, el lliurament real de gas a les víctimes sempre anava a càrrec de les SS, per ordre del metge supervisor de les SS. Molts dels metges de les SS també van dur a terme experiments mèdics inhumans amb presoners del camp. El més famós metge de les SS, Josef Mengele, va servir com a oficial mèdic a Auschwitz sota el comandament d'Eduard Wirths del cos mèdic del camp. Mengele va dur a terme seleccions fins i tot quan no se'l va assignar per fer-ho amb l'esperança de trobar subjectes per als seus experiments. Estava especialment interessat a localitzar conjunts de bessons. En contrast amb la majoria dels metges, que consideraven la realització de seleccions com una de les seves tasques més estressants i horribles, Mengele va emprendre la tasca amb un aire extravagant, sovint somrient o xiulant una melodia. Després de la guerra, molts metges de les SS van ser acusats de crims de guerra pels seus experiments mèdics inhumans i pel seu paper en la selecció de les cambres de gas.

### Altres unitats de les SS

#### Ahnenerbe
L'Ahnenerbe  (Organització del Patrimoni Ancestral) va ser fundada el 1935 per Himmler i va passar a formar part de les SS el 1939. Va ser una agència paraigua per a més de cinquanta organitzacions encarregades d'estudiar la identitat racial alemanya i les tradicions i la llengua germàniques antigues. L'agència va patrocinar expedicions arqueològiques a Alemanya, Escandinàvia, Orient Mitjà, Tibet i altres llocs per buscar proves d'arrels, influència i superioritat aries. Altres expedicions planificades es van ajornar indefinidament a l'inici de la guerra.

#### SS-Frauenkorps
El SS-Frauenkorps era una unitat auxiliar d'informes i clericals, que incloïa el SS-Helferinnenkorps (Cos d'Ajudes de Dones), format per dones voluntàries. Els membres van ser assignats com a personal administratiu i personal de subministrament i van servir en llocs de comandament i com a guàrdies als camps de concentració de dones. Mentre que les guàrdies dels camps de concentració i extermini eren empleades civils de les SS, les SS-Helferinnen que van completar l'entrenament a la Reichsschule für SS-Helferinnen a Oberehnheim (Alsàcia) eren membres de les Waffen-SS. Igual que els seus equivalents masculins a les SS, les dones van participar en atrocitats contra jueus, polonesos i altres.
El 1942, Himmler va establir la Reichsschule für SS Helferinnen (Escola del Reich per a ajudants de les SS) a Oberehnheim per formar dones en comunicacions perquè poguessin alliberar homes per a funcions de combat. Himmler també tenia la intenció de substituir totes les empleades civils femenines al seu servei per membres de SS-Helferinnen, ja que eren seleccionats i entrenats segons la ideologia nazi. L'escola va ser tancada el 22 de novembre de 1944 a causa de l'avanç aliat.

#### SS-Mannschaften
Les SS-Mannschaften (SS Auxiliars) no es consideraven membres habituals de les SS, però van ser reclutats d'altres branques de l'exèrcit alemany, el Partit Nazi, les SA i el Volkssturm per al servei en camps de concentració i camps d'extermini.
Legions estrangeres i voluntaris

## Legions estrangeres i voluntaris
A partir de 1940, Himmler va obrir el reclutament de les Waffen-SS a alemanys d'ètnia que no eren ciutadans alemanys. El març de 1941, l'Oficina Principal de les SS va establir la Germanische Leitstelle (Oficina d'Orientació Germànica) per establir oficines de reclutament de les Waffen-SS a l'Europa ocupada pels nazis. La majoria de les unitats estrangeres Waffen-SS resultants portaven una insígnia de coll nacional distintiu i precedien els seus títols de rang SS amb el prefix Waffen en comptes de SS. Voluntaris dels països escandinaus van omplir les files de dues divisions, la SS-Wiking i la SS-Nordland. Els suïssos parlants alemanys es van unir en un nombre substancial. Els flamencs belgues es van unir als holandesos per formar la legió SS-Nederland, i els seus compatriotes valons es van unir a la SS-Wallonien. A finals de 1943 aproximadament una quarta part de les SS eren d'ètnia alemanya d'arreu d'Europa, i al juny de 1944, la meitat de les Waffen-SS eren nacionals estrangers.

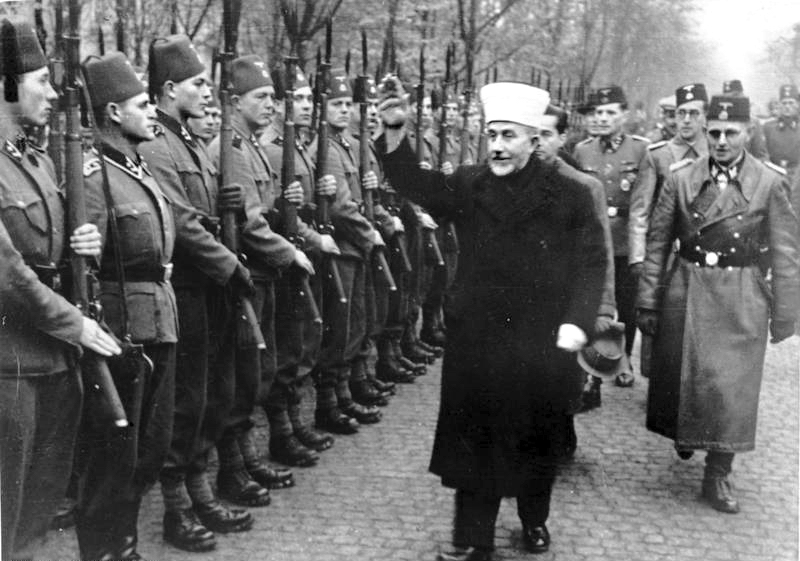
El Gran muftí de Jerusalem Amin al-Husseini saludant els voluntaris bosnians de les Waffen-SS abans de la seva sortida cap al front oriental, 1943

Es van afegir unitats Waffen-SS addicionals d'ucraïnesos, albanesos de Kosovo, serbis, croates, els turcs, els caucàsics, els cosacs i els tàrtars. Els ucraïnesos i els tàrtars, que havien patit persecució sota Stalin, probablement estaven motivats principalment per l'oposició al govern soviètic més que per l'acord ideològic amb les SS. El Gran Muftí de Jerusalem exiliat Amin al-Husseini va ser nomenat Gruppenführer SS per Himmler el maig de 1943. Posteriorment va utilitzar l'antisemitisme i el racisme anti-serbi per reclutar una divisió Waffen-SS de musulmans bosnians, les SS Handschar. L'ocupació soviètica durant un any dels estats bàltics a l'inici de la Segona Guerra Mundial va donar lloc a voluntaris per a les unitats Waffen-SS de Letònia i Estònia. La Legió d'Estònia tenia 1.280 voluntaris en formació a finals de 1942. Aproximadament 25.000 homes van servir a la divisió SS d'Estònia, amb milers més reclutats en batallons del Front de Policia i unitats de guàrdia fronterera. La majoria dels estonians lluitaven principalment per recuperar la seva independència i fins a 15.000 d'ells van morir lluitant al costat dels alemanys. A principis de 1944, Himmler fins i tot va contactar amb Pohl per suggerir-li l'alliberament dels presoners musulmans dels camps de concentració per complementar les seves tropes SS.
La legió índia va ser una unitat de la Wehrmacht formada l'agost de 1942 principalment a partir de soldats indis descontents de l'exèrcit indi britànic capturats a la campanya nord-africana. L'agost de 1944 va ser traslladat als auspicis de les Waffen-SS com a Indische Freiwilligen-Legion der Waffen-SS. També hi havia una divisió de voluntaris francesa,la SS-Charlemagne, que es va formar el 1944 principalment a partir de les restes de la Legió de Voluntaris Francesos Contra el Bolxevisme i la Sturmbrigade francesa.

## Graus i uniformes

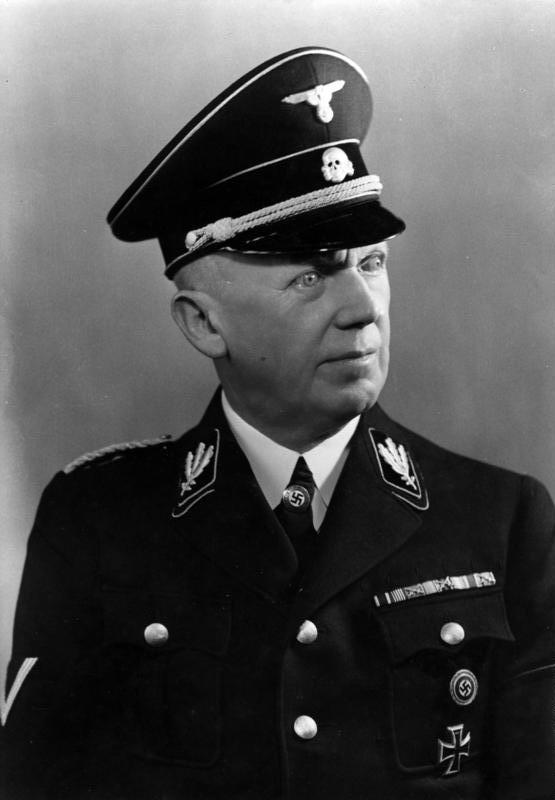
El SS-Gruppenführer Hans Heinrich Lammers amb l'uniforme negre de 1938 de les Allgemeine-SS

Les SS van establir el seu propi simbolisme, rituals, costums, rangs i uniformes per diferenciar-se d'altres organitzacions. Abans de 1929, les SS portaven el mateix uniforme marró que les SA, amb l'addició d'una corbata negra i una gorra negra amb un símbol de calavera i ossos Totenkopf (cap de la mort), passant a un uniforme totalment negre el 1932. L'any 1935, les formacions de combat de les SS van adoptar un uniforme de servei en gris de camp per a l'ús diari. Les SS també van desenvolupar els seus propis uniformes de camp, que incloïen bates reversibles i fundes de casc estampades amb patrons de camuflatge. Els uniformes es fabricaven a centenars de fàbriques autoritzades, amb alguns treballadors presoners de guerra realitzant treballs forçats. Molts van ser produïts en camps de concentració.
Hitler i el Partit Nazi van entendre el poder dels emblemes i les insígnies per influir en l'opinió pública. El logotip estilitzat del llamp de les SS va ser escollit l'any 1932. El logotip és un parell de runes d'un conjunt de 18 runes Armanen creades per Guido von List el 1906. És similar a l'antiga runa Sowilō, que simbolitza el sol, però va ser rebatejat com a "Sig" (victòria) a la iconografia de List. El Totenkopf simbolitzava la voluntat del portador de lluitar fins a la mort, i també servia per espantar l'enemic.

### Denominació i graduació de les SS i els seus càrrecs (grafia alemanya-catalana)
- SS. Schutzstaffel: '"esquadres de protecció", als inicis destinades a la protecció del Führer i membres rellevants del partit Nazi.
- Totenkopf o Totenkopfverband: secció paramilitar de les SS.
- Reichsführer SS o SS Reichsführer: cap dels SS, equivalent a un mariscal de camp. El grau més alt de les SS.
- SS Oberstgruppenführer: General de l'Exèrcit de les SS
- SS Obergruppenführer: tinent general de les SS
- SS Gruppenführer: General de divisió de les SS
- SS Brigadeführer: General de brigada de les SS
- SS Obergruppenführer: el superior dels SS Gruppenführer.
- SS Standartenführer: coronel de les SS.
- SS Obersturmbannführer: equivalent d'un tinent coronel de les SS
- SS Sturmbannführer: comandant de les SS
- SS Hauptsturmführer: capità de les SS
- SS Obersturmführer: tinent de 1a de les SS
- SS Untersturmführer: Tinent de les SS
- SS Sturmscharführer: Sergent Major de les SS
- SS Hauptscharführer: brigada de les SS
- SS Oberscharführer: sergent 1r de les SS
- SS Scharführer: sergent de les SS
- SS Unterscharführer: Sergent de segona de les SS
- SS Rottenführer: Caporal de primera de les SS
- SS Sturmmann: Caporal de les SS
- SS Obermann - SS Oberschütze: Soldat distingit de les SS
- SS Mann - SS Schütze: Soldat ras de les SS

## Estimacions de membres de les SS 1925–1945
Després de 1933, una carrera a les SS esdevingué cada cop més atractiva per a l'elit social alemanya, que va començar a unir-se al moviment en gran nombre, normalment motivada per l'oportunisme polític. El 1938 aproximadament un terç de la direcció de les SS eren membres de la classe mitjana alta. La tendència es va invertir després de la primera contraofensiva soviètica de 1942.
| Any     | Membres                                             | Reichsführer-SS                                             |
| ------- | --------------------------------------------------- | ----------------------------------------------------------- |
| 1925    | 200[8]                                              | Julius Schreck[363]                                         |
| 1926    | 200[364]                                            | Joseph Berchtold[365]                                       |
| 1927    | 200[364]                                            | Erhard Heiden[364]                                          |
| 1928    | 280[366]                                            | Erhard Heiden[364]                                          |
| 1929    | 1.000[367]                                          | Heinrich Himmler[368]                                       |
| 1930–33 | 52.000[8] (els nazis arriben al poder el 1933)[369] | Heinrich Himmler[368] (establiment de l'Alemanya nazi)[370] |
| 1934–39 | 240.000[371]                                        | Heinrich Himmler[368]                                       |
| 1940–44 | 800.000[372]                                        | Heinrich Himmler[368]                                       |
| 1944–45 | Desconegut                                          | Heinrich Himmler[368] i Karl Hanke[373]                     |

## Oficines de les SS
El 1942 totes les activitats de les SS eren gestionades a través de dotze oficines principals.
- Estat major personal del Reichsführer-SS
- Oficina principal de les SS (SS-HA)
- Oficina operativa principal de les SS; SS-FHA)
- Oficina principal de seguretat del Reich (RSHA)
- Oficina Econòmica i Administrativa Principal de les SS (WVHA)
- Oficina principal de la policia de l'ordre
- Oficina Principal del Jutjat de les SS
- Oficina principal de carreres i assentaments de les SS (RuSHA)
- Oficina Principal de Personal de les SS
- Oficina principal d'assistència racial alemanya; VOMI)
- Oficina d'Educació de les SS
- Oficina principal del Comissari del Reich per a la consolidació de la nacionalitat alemanya (RKFDV)

## SS austríaques

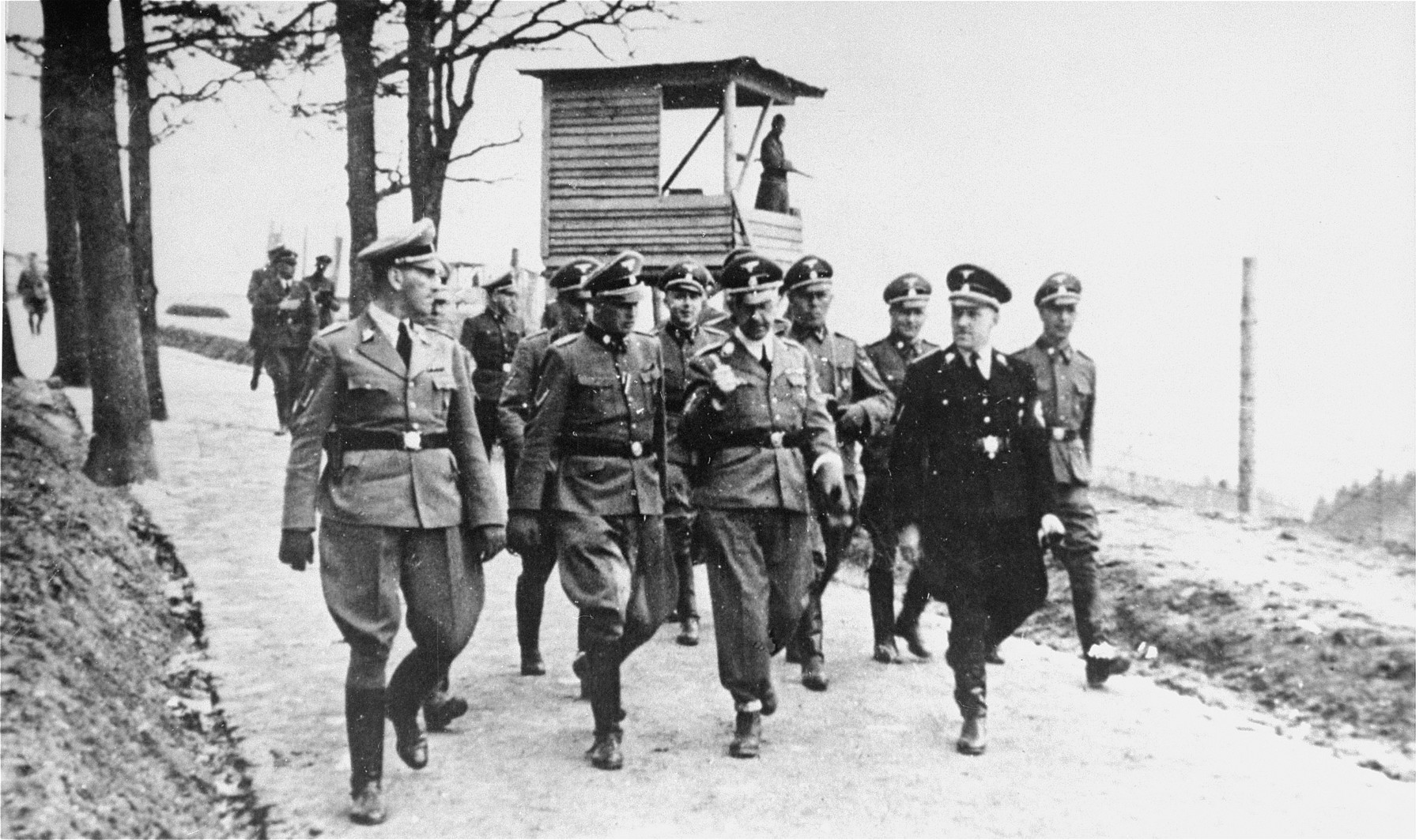
Ernst Kaltenbrunner, Heinrich Himmler, August Eigruber i altres oficials de les SS visitant el camp de concentració de Mauthausen, 1941

El terme "SS austríaques" s'utilitza sovint per descriure aquesta part dels membres de les SS d'Àustria, però mai va ser una branca reconeguda de les SS. En contrast amb els membres de les SS d'altres països, que estaven agrupats en les SS germàniques o les legions estrangeres de les Waffen-SS, els membres de les SS austríaques eren personal regular de les SS. Tècnicament estava sota el comandament de les SS a Alemanya, però sovint actuava de manera independent pel que fa als afers austríacs. Les SS austríaques es van fundar l'any 1930 i el 1934 actuaven com una força encoberta per a dur a terme l'Anschluss amb Alemanya, que es va produir el març de 1938. Els primers líders de les SS austríaques van ser Ernst Kaltenbrunner i Arthur Seyss-Inquart. Els membres de les SS austríaques van servir a totes les branques de les SS. Els austríacs constituïen el 8 per cent de la població del Tercer Reich i el 13 per cent de les SS; el 40% del personal i el 75% dels comandants dels camps d'extermini eren austríacs.
Després de l'Anschluss, les SS austríaques es van convertir en SS-Oberabschnitt Donau. El tercer regiment de la SS-Verfügungstruppe (Der Führer) i el quart regiment de la Totenkopf (Ostmark) van ser reclutats a Àustria poc després. Per ordre d'Heydrich, les detencions massives de potencials enemics del Reich van començar immediatament després de l'Anschluss. Mauthausen va ser el primer camp de concentració obert a Àustria després de l'Anschluss Abans de la invasió de la Unió Soviètica, Mauthausen era el més dur dels camps del Gran Reich alemany.
L'Hotel Metropole es va transformar en la seu de la Gestapo a Viena l'abril de 1938. Amb una plantilla de 900 persones (el 80% dels quals eren reclutats de la policia austríaca), era l'oficina de la Gestapo més gran fora de Berlín. S'estima que 50.000 persones van ser interrogades o torturades allí. La Gestapo de Viena estava encapçalada per Franz Josef Huber, que també va exercir com a cap de l'Agència Central per a l'Emigració Jueva a Viena. Encara que els seus líders de facto van ser Adolf Eichmann i més tard Alois Brunner, Huber va ser tanmateix responsable de la deportació massiva dels jueus austríacs.

## Activitat de postguerra i seqüeles
Fins al final de la guerra, les unitats de les SS sovint lluitaven durament contra els aliats que avançaven i continuaven assassinant jueus mentre encara eren capaços de fer-ho (vegeu també les marxes de la mort de l'Holocaust-Todesmärsche von KZ-Häftlingen). En molts casos, els membres de les SS van obtenir uniformes de la Wehrmacht per ser reconeguts pels aliats com a no pertanyents a les SS.
Després de la rendició incondicional de la Wehrmacht, que va incloure totes les associacions sota l'ordre suprem alemany, els aliats van ordenar la dissolució amb la directiva del Consell de control del 10 de setembre de 1945. Amb la Llei núm. 2 del Consell de Control del 10 d'octubre de 1945, les SS i les seves organitzacions auxiliars i de substitució van ser dissoltes formalment i es va prohibir la fundació.
Nombrosos membres de les SS, molts d'ells encara nazis compromesos, van romandre en llibertat a Alemanya ia tot Europa. El 21 de maig de 1945, els britànics van capturar Himmler, que anava disfressat i utilitzava un passaport fals. En un camp d'internament prop de Lüneburg, es va suïcidar mossegant una càpsula de cianur. Diversos altres membres principals de les SS van fugir, però alguns van ser capturats ràpidament. Kaltenbrunner, cap de la RSHA i el cap de departament principal de les SS de més alt rang després del suïcidi d'Himmler, va ser capturat i arrestat als Alps bavaresos. Va estar entre els 22 acusats jutjats al Tribunal Militar Internacional el 1945–46.
Alguns membres de les SS van ser sotmesos a execucions sumàries, tortures i pallisses a mans de presoners alliberats, desplaçats o soldats aliats. Els soldats nord-americans del 157è Regiment, que van entrar al camp de concentració de Dachau l'abril de 1945 i van veure la privació humana i la crueltat comesa per les SS, van disparar a alguns dels guàrdies del camp de les SS restants. El 15 d'abril de 1945, les tropes britàniques van entrar a Bergen-Belsen. Van col·locar els guàrdies de les SS amb racions de fam, els van fer treballar sense pauses, els van obligar a fer front als cadàvers restants i els van clavar baionetes o els van colpejar amb la culata del fusell si disminuïen el ritme. Alguns membres del Cos de Contraintel·ligència de l'exèrcit nord-americà va lliurar els guàrdies dels camps de les SS capturats als camps de desplaçats, on sabien que serien objecte d'execució sumaria.

### Procés del Tribunal Militar Internacional de Nuremberg i processos de seguiment

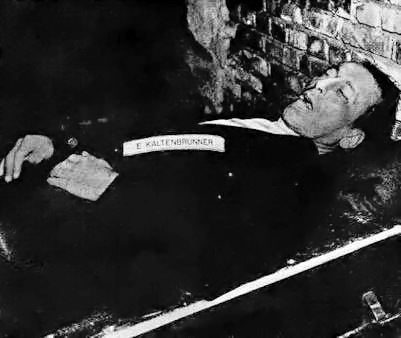
El cos d'Ernst Kaltenbrunner després de la seva execució el 16 d'octubre de 1946

Els aliats van iniciar procediments legals contra els nazis capturats, establint el Tribunal Militar Internacional a Nuremberg el 1945. El primer judici per crims de guerra de 24 figures destacades com Hermann Göring, Albert Speer, Joachim von Ribbentrop, Alfred Rosenberg, Hans Frank i Ernst Kaltenbrunner va tenir lloc a partir del novembre de 1945. Van ser acusats de quatre càrrecs: conspiració, fer una guerra d'agressió, crims de guerra i crims contra la humanitat en violació del dret internacional. Dotze van rebre la pena de mort, inclòs Kaltenbrunner, que va ser condemnat per crims contra la humanitat i executat el 16 d'octubre de 1946. L'antic comandant d'Auschwitz, Rudolf Höss, que va declarar en nom de Kaltenbrunner i altres, va ser jutjat i executat el 1947.
Van seguir judicis i condemnes addicionals de les SS. Molts acusats van intentar exculpar-se amb l'excusa que només seguien ordres superiors, que havien d'obeir incondicionalment com a part del seu jurament i deure. Els tribunals no van considerar que això fos una defensa legítima. Un judici de 40 oficials i guàrdies de les SS d'Auschwitz va tenir lloc a Cracòvia el novembre de 1947. La majoria van ser declarats culpables i 23 van rebre la pena de mort. A més dels jutjats pels aliats occidentals, s'estima que 37.000 membres de les SS van ser jutjats i condemnats als tribunals soviètics. Les sentències incloïen pencaments i llargues condicions de treballs forçats. Piotr Cywiński, el director del Museu d'Auschwitz-Birkenau, calcula que dels 70.000 membres de les SS implicats en crims en camps de concentració, només uns 1.650 a 1.700 van ser jutjats després de la guerra. El Tribunal Militar Internacional va declarar a les SS una organització criminal el 1946. Aquesta avaluació va cobrir la totalitat de les SS, incloses l'Algemaine SS, les SS-Totenkopfverbände i les SS-Verfügungstruppe, amb l'excepció de l'anomenat club Lebensborn Reiter-SS. El defensor dels SS era Horst Pelckmann.

Posteriorment, hi va haver una sèrie de processos que van tractar aspectes individuals de les accions de les SS: de gener a novembre de 1947, diversos funcionaris de l'oficina principal econòmica i administrativa de les SS havien de respondre pel seu paper en l'assassinat massiu als camps de concentració. En el procés contra els funcionaris de la seu i la seu de l'assentament de juliol de 1947, a març de 1948, es va produir la "política racial" de les SS en primer pla. Al judici Einsatzgruppen entre setembre de 1947 i abril de 1948, el líder de les SS de l'Einsatzgruppen va ser jutjat pels crims contra la humanitat i els crims de guerra.

### Fugides
Vegeu també: Ratlines

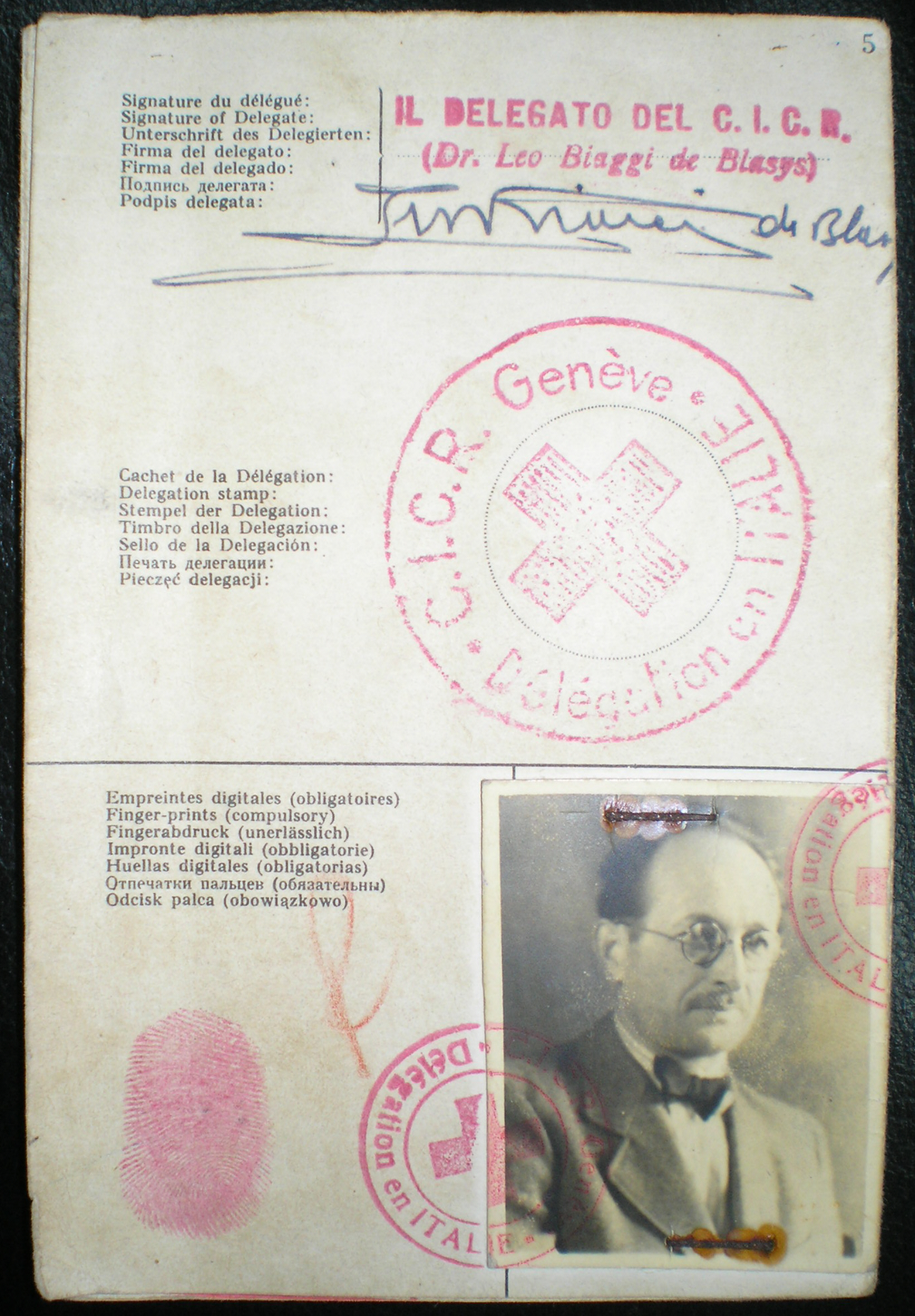
Passaport de la Creu Roja amb el nom de "Ricardo Klement" que va utilitzar Adolf Eichmann per entrar a l'Argentina el 1950.

Després de la guerra, molts antics nazis van fugir a Amèrica del Sud, especialment a l'Argentina, on van ser acollits pel règim de Juan Perón. A la dècada de 1950, l'antic presoner de Dachau Lothar Hermann va descobrir que Ricardo Klement, resident a Buenos Aires, era, de fet, Adolf Eichmann, que el 1948 havia obtingut una identificació falsa i un permís de desembarcament per a l'Argentina a través d'una organització dirigida pel bisbe Alois Hudal, un clergue austríac amb simpaties nazis, que aleshores residia a Itàlia. Eichmann va ser capturat a Buenos Aires l'11 de maig de 1960 pel Mossad, l'agència d'intel·ligència israeliana. En el seu judici a Jerusalem l'any 1961, va ser declarat culpable i condemnat a mort a la forca. Es va citar que Eichmann va declarar: "Saltaré a la meva tomba rient perquè el fet que tingui la mort de cinc milions de jueus [o enemics del Reich, com més tard va afirmar que va dir] a la meva consciència em dona una satisfacció extraordinària." Franz Stangl, el comandant de Treblinka, també va escapar a Sud-amèrica amb l'ajuda de la xarxa d'Hudal. Va ser deportat a Alemanya el 1967 i va ser condemnat a cadena perpètua el 1970. Va morir el 1971.
Mengele, preocupat que la seva captura signifiqués una condemna a mort, va fugir d'Alemanya el 17 d'abril de 1949. Ajudat per una xarxa d'antics membres de les SS, va viatjar a Gènova, on va obtenir un passaport amb l'àlies "Helmut Gregor" del Comitè Internacional de la Creu Roja. Va navegar cap a l'Argentina al juliol. Conscient que encara era un home buscat, es va traslladar al Paraguai el 1958 i al Brasil el 1960. En ambdós casos va ser assistit per l'antic pilot de la Luftwaffe Hans-Ulrich Rudel. Mengele va patir un ictus mentre nedava i es va ofegar el 1979.
Milers de nazis, inclosos antics membres de les SS com el guàrdia Trawniki Jakob Reimer i el col·laborador circassià Tscherim Soobzokov, van fugir als Estats Units sota l'aparença de refugiats, de vegades utilitzant documents falsificats. Altres homes de les SS, com Soobzokov, l'oficial SD Wilhelm Höttl, l'ajudant d'Eichmann Otto von Bolschwing i l'acusat criminal de guerra Theodor Saevecke, van ser empleats per les agències d'intel·ligència nord-americanes contra els soviètics. Com l'oficial de la CIA Harry Rositzke va assenyalar: "Va ser un negoci visceral utilitzar qualsevol bastard sempre que fos anticomunista... L'afany o el desig de reclutar col·laboradors significa que, per descomptat, no vau mirar les seves credencials massa de prop." De la mateixa manera, els soviètics van utilitzar personal de les SS després de la guerra; L'operació Theo, per exemple, va difondre "rumors subversius" a l'Alemanya ocupada pels aliats.
Simon Wiesenthal i altres han especulat sobre l'existència d'una xarxa de fugitius nazis amb el nom en codi ODESSA (acrònim de Organisation der ehemaligen SS-Angehörigen, Organització d'antics membres de les SS) que suposadament va ajudar els criminals de guerra a trobar refugi a l'Amèrica Llatina. L'escriptora britànica Gitta Sereny, que va realitzar entrevistes amb homes de les SS, considera que la història és falsa i atribueix les fuites al caos de la postguerra i a la xarxa d'Hudal amb seu al Vaticà. Tot i que l'existència d'ODESSA encara no s'ha demostrat, Sereny assenyala que "segurament hi va haver diversos tipus d'organitzacions d'ajuda nazi després de la guerra; hauria estat sorprenent que no hi hagués hagut".

### Des de la postguerra fins avui

#### Ostracisme legal dels símbols de les SS
La República Federal d'Alemanya va anar més enllà de la prohibició dels aliats de reorganització i va criminalitzar en el codi penal tant la propagació del material de propaganda com l'ús dels símbols de les SS. La prohibició abasta, en particular, banderes, insígnies, peces d'uniforme, insignes i formularis de felicitació. També són prohibits els que són similars i poden portar a la confusió. Aquestes prohibicions sobre l'ús de marques d'organitzacions inconstitucionals no s'aplicaran només si s'utilitza "educació cívica, defensa d'aspectes inconstitucionals, art o ciència, investigació o ensenyament, informant sobre esdeveniments d'actualitat o història o finalitats similars". Per a Àustria, s'aplica el Art. 3 de la Llei de prohibició. Per a Suïssa i altres països, s'apliquen les normes corresponents.

#### Procediments penals
A molts països hi va haver judicis contra els autors de les SS. A la República Federal d'Alemanya, els processos més coneguts inclouen el procés d'Ulm Einsatzgruppen i els processos d'Auschwitz. La preparació alemanya per a una pena penal només va arribar gradualment. Molts membres de les SS van poder evadir la responsabilitat, inclosos els alts càrrecs. Tanmateix, el treball d'investigació dels fiscals va permetre entendre el funcionament de les institucions de les SS i la gravetat dels seus crims.

#### Associacions de tradicions de les SS
Malgrat les extenses prohibicions de les SS, de materials i símbols de propaganda, hi va haver després de 1945 un nombre d'"associacions tradicionals" de l'SS i dels membres de Waffen-SS, com la comunitat auxiliar sobre la mutualitat dels soldats de l'antiga Waffen-SS (HIAG) a Alemanya o la Kameradschaft IV a Àustria.